# 15 stycznia
15 stycznia jest 15. dniem w kalendarzu gregoriańskim. Do końca roku pozostało 350 (w latach przestępnych 351) dni.

## Święta
- Imieniny obchodzą: Aleksander, Arnold, Dalemir, Dąbrówka, Dobrawa, Domasław, Domosław, Eligia, Eligiusz, Franciszek, Habakuk, Ida, Jan, Makary, Maksym, Maur, Micheasz, Paweł, Piotr i Tarsycja.
- Korea Północna – Dzień Alfabetu Koreańskiego
- Malawi – Dzień Johna Chilenbwe
- IAL – Interlingua – Dzień Interlingwy (Le die de Interlingua)
- Wikipedia – Dzień Wikipedii
- Wspomnienia i święta w Kościele katolickim[1][2] obchodzą:
  - bł. Alojzy Variara (prezbiter)
  - św. Arnold Janssen
  - św. Ita Irlandzka (znana jako „druga św. Brygida”)
  - św. Jan Kalibita(inne języki)[3] (w Kościele neounickim[4])
  - św. Paweł z Teb (eremita) – także w Kościele neounickim[4]
  - św. Maur i św. Placyd(inne języki) († VI wiek, uczniowie św. Benedykta z Nursji)
  - bł. Piotr z Castelnau (męczennik)

## Wydarzenia w Polsce
- 1547 – Siedlce uzyskały prawa miejskie.
- 1582 – W Jamie Zapolskim zawarto rozejm polsko-rosyjski, który zakończył wojnę o Inflanty.
- 1734 – W krypcie na Wawelu odbyły się trzy ostatnie pogrzeby królewskie. Zostali pochowani: Jan III Sobieski, jego żona Maria Kazimiera i August II Mocny.
- 1791 – Odbyła się premiera komedii politycznej Powrót posła Juliana Ursyna Niemcewicza.
- 1813 – VI koalicja antyfrancuska: wojska rosyjskie rozpoczęły oblężenie Gdańska.
- 1863:
  - W nocy z 14 na 15 stycznia miała miejsce w Warszawie branka, która przyspieszyła wybuch powstania styczniowego.
  - W Warszawie ukazało się pierwsze wydanie tygodnika religijnego „Zwiastun Ewangeliczny”.
- 1871 – Powstało Warszawskie Towarzystwo Muzyczne.
- 1928:
  - Podczas spaceru po linie rozwieszonej pomiędzy budynkami przy ul. Akademickiej we Lwowie zginął wspinacz i akrobata Stefan Poliński.
  - Władysław Bończa-Uzdowski został prezesem PZPN.
  - Zainaugurowała działalność rozgłośnia Polskiego Radia w Wilnie.
- 1930 – Zainaugurowała działalność rozgłośnia Polskiego Radia we Lwowie.
- 1935:
  - Dokonano oblotu samolotu RWD-13.
  - Zainaugurowała działalność rozgłośnia Polskiego Radia w Toruniu.
- 1940:
  - Dekretem Rady Najwyższej Białoruskiej SRR w obwodach białostockim, baranowickim, brzeskim, wilejskim i pińskim zlikwidowano 101 powiatów, a w ich miejsce utworzono rejony.
  - W nocy z 14 na 15 stycznia Niemcy wypędzili ok. 5 tys. mieszkańców osiedla im. Józefa Montwiłła-Mireckiego w Łodzi.
- 1941 – W Stalagu VIII A w dzisiejszym Zgorzelcu odbyła się prapremiera kompozycji Quatuor pour la fin du temp Oliviera Messiaena.
- 1943 – Niemcy przeprowadzili w Warszawie gigantyczną łapankę, w odwecie za co Gwardia Ludowa dokonała wieczorem 17 stycznia trzech zamachów bombowych (w tym dwóch nieudanych) na kina „tylko dla Niemców”.
- 1944:
  - 27. Wołyńska Dywizja Piechoty rozpoczęła Akcję „Burza” na Wołyniu.
  - Oddział UPA dokonał masakry 55 mieszkańców Markowej (powiat podhajecki).
- 1945:
  - Armia Czerwona zajęła Grójec, Kielce, Koniecpol, Nowy Dwór Mazowiecki i Słomniki.
  - W krakowskiej dzielnicy Dąbie Niemcy zamordowali 79 osób.
  - W nocy z 15 na 16 stycznia oddziały UPA dokonały mordów na polskich mieszkańcach wsi Błyszczanka i Latacz, położonych w dawnym powiecie zaleszczyckim województwa tarnopolskiego.
- 1975 – Oddano do użytku 42-metrową kładkę nad ul. Tamka w Warszawie.
- 1977:
  - Radio Katowice wyemitowało premierową audycję kabaretu Zespół Adwokacki Dyskrecja.
  - W Warszawie odsłonięto pomnik Bolesława Prusa.
- 1979 – Premiera filmu Bilet powrotny w reżyserii Ewy i Czesława Petelskich.
- 1990 – W Krakowie rozpoczęła nadawanie pierwsza polska komercyjna stacja radiowa RMF FM.
- 1993 – Premiera filmu Kawalerskie życie na obczyźnie w reżyserii Andrzeja Barańskiego.
- 2008 – Na antenie TVP1 wyemitowano 1000. odcinek serialu Plebania.
- 2016 – Rozpoczęły się XII Mistrzostwa Europy w Piłce Ręcznej Mężczyzn, po raz pierwszy organizowane w Polsce.
- 2017 – Odbył się 25. Finał Wielkiej Orkiestry Świątecznej Pomocy.

## Wydarzenia na świecie

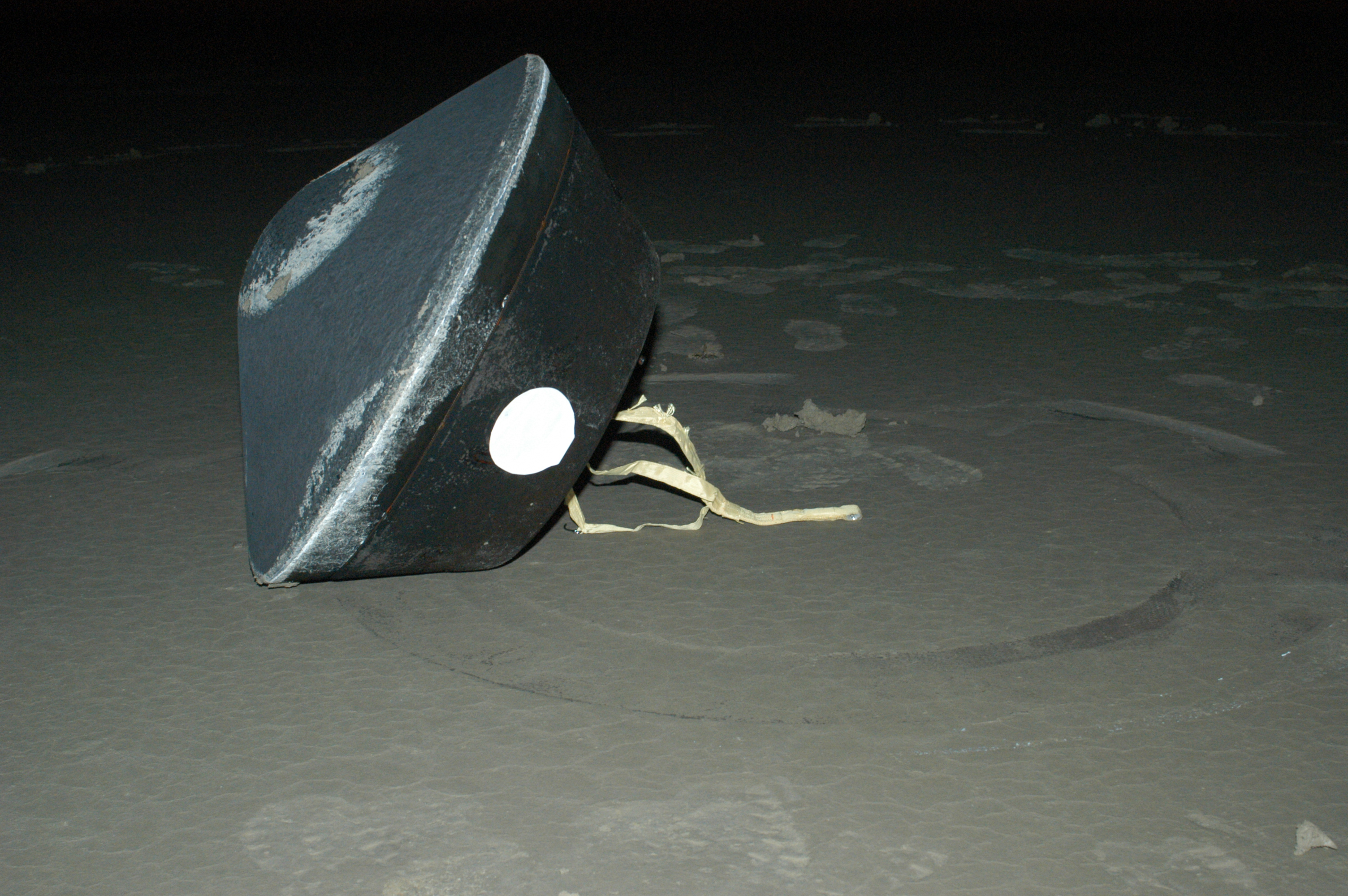
Kapsuła sondy Stardust tuż po wylądowaniu (2006)

- 69 – Cesarz rzymski Galba padł ofiarą spisku uknutego przez Othona, który został obwołany przez pretorian nowym cesarzem.
- 708 – Syzyniusz został papieżem.
- 1350 – Biskup Norwich William Bateman(inne języki) ufundował przy Uniwersytecie w Cambridge kolegium Trinity Hall mające kształcić prawników.
- 1552 – Na zamku w Chambord niemieccy książęta protestanccy i król Francji Henryk II Walezjusz zawarli układ skierowany przeciw cesarzowi Karolowi V Habsburgowi.
- 1559 – Elżbieta I Tudor została koronowana na królową Anglii.
- 1609 – W Wolfenbüttel w Dolnej Saksonii ukazało się pierwsze wydanie gazety „Aviso”.
- 1708 – Niemiec Johann Friedrich Böttger opracował recepturę europejskiej porcelany.
- 1759 – W Londynie otwarto Muzeum Brytyjskie.
- 1777 – Powstała niepodległa Republika Vermontu.
- 1791 – Poświęcono pierwszy (drewniany) sobór Trójcy Świętej w Jekaterynosławiu (Dnieprze).
- 1793 – Rewolucja francuska: król Ludwik XVI został skazany na karę śmierci.
- 1797 – W Londynie po raz pierwszy na głowach panów pojawił się cylinder.
- 1804 – Wojna rosyjsko-perska: wojska rosyjskie zdobyły Gandżę.
- 1826:
  - Ukazało się pierwsze wydanie francuskiego dziennika „Le Figaro”.
  - Zostało rozbite Towarzystwo Południowe, działająca na Ukrainie tajna rewolucyjna organizacja dekabrystów.
- 1831 – Pod Charleston w Karolinie Południowej uruchomiono pierwszą w USA regularną linię kolejową.
- 1837 – I wojna karlistowska: hiszpańskie Kortezy wykluczyły byłego króla Portugalii Michała I Uzurpatora jego potomków jako możliwych następców tronu hiszpańskiego.
- 1859 – Został obalony cesarz Haiti Faustyn I.
- 1869 – W Hiszpanii odbyły się wybory do Kortezów Ustawodawczych.
- 1870 – Ignaz von Plener został premierem Austrii.
- 1871 – Wojna francusko-pruska: zwycięstwo wojsk pruskich w bitwie pod Lisaine(inne języki).
- 1875 – Otwarto Operę Paryską.
- 1885 – Amerykanin Wilson Bentley wykonał pierwsze mikroskopowe zdjęcia płatków śniegu.
- 1890 – W petersburskim Teatrze Maryjskim odbyła się prapremiera baletu Śpiąca królewna z muzyką Piotra Czajkowskiego.
- 1892 – W Kanadzie opublikowano reguły gry w koszykówkę wymyślonej przez Jamesa Naismitha.
- 1895 – I wojna włosko-abisyńska: zwycięstwo wojsk włoskich w bitwie pod Senafé.
- 1907 – W stolicy Wenezueli Caracas uruchomiono pierwszą linię tramwaju elektrycznego.
- 1908 – W Chicago ukazało się pierwsze wydanie polonijnego „Dziennika Związkowego”.
- 1910 – Powstała Francuska Afryka Równikowa.
- 1911 – W paragwajskim Asunción założono klub piłkarski Club River Plate.
- 1914 – Wszedł do służby niemiecki lekki krążownik SMS „Karlsruhe”.
- 1919:
  - 21 osób zginęło, a 150 zostało rannych w wyniku przejścia fali powodziowej po wycieku ogromnej ilości melasy z destylarni alkoholu na przedmieściach Bostonu.
  - W Berlinie zostali zamordowani Karl Liebknecht i Róża Luksemburg.
  - Założono tunezyjski klub piłkarski Espérance Sportive de Tunis.
- 1921 – W Genewie podpisano polsko-rumuńskie porozumienie o wzajemnej pomocy wojskowej w przypadku agresji ze strony Rosji Radzieckiej.
- 1925:
  - Hans Luther został kanclerzem Niemiec.
  - Lewisville w Teksasie uzyskało prawa miejskie.
- 1934:
  - Ponad 30 tys. osób zginęło w trzęsieniu ziemi w Biharze (Indie).
  - Utworzono Czeczeńsko-Inguski Obwód Autonomiczny.
- 1937 – Dokonano oblotu amerykańskiego samolotu pasażerskiego Beechcraft Model 18.
- 1938 – W stoczni w holenderskim Vlissingen zwodowano okręt podwodny ORP „Orzeł”.
- 1939 – Hiszpańska wojna domowa: wojska frankistowskie zdobyły Tarragonę w Katalonii.
- 1940:
  - Białoruska SRR została podzielona na 41 rejonów.
  - Podczas odprawy u Naczelnego Wodza gen. Władysława Sikorskiego zapadła decyzja o utworzeniu we Francji Samodzielnej Brygady Strzelców Podhalańskich.
- 1941 – Została odkryta Kometa de Kocka-Paraskevopulosa.
- 1942:
  - Bitwa o Atlantyk: brytyjski niszczyciel HMS „Hesperus”(inne języki) zatopił niemiecki okręt podwodny U-93, w wyniku czego zginęło 6 spośród 46 członków załogi.
  - Front wschodni: dowódca Grupy Armii Południe feldmarszałek Walter von Reichenau doznał pod Połtawą zawału serca, w wyniku którego zmarł 17 stycznia podczas transportu samolotem do Lipska.
  - Kampania śródziemnomorska: na zachód od egipskiego portu Marsa Matruh został zatopiony przez brytyjski bombowiec Fairey Swordfish niemiecki okręt podwodny U-577, w wyniku czego zginęła cała, 43-osobowa załoga.
- 1943:
  - Oddano do użytku gmach Pentagonu w Waszyngtonie.
  - Japoński statek „Nichimei Maru” został zatopiony przez amerykańskie lotnictwo w Zatoce Martaban. Zginęło 102 Japończyków i 40 holenderskich jeńców wojennych.
- 1944 – Ponad 10 tys. osób zginęło w trzęsieniu ziemi w San Juan w Argentynie.
- 1945 – Założono włoską agencję prasową ANSA.
- 1949 – Chińska wojna domowa: wojska komunistyczne zdobyły Tiencin.
- 1951:
  - Ilse Koch, strażniczka obozowa i żona Karla Otto, komendanta obozu koncentracyjnego w Buchenwaldzie, została skazana na karę dożywotniego pozbawienia wolności.
  - Opublikowano Interlingua-English Dictionary, inicjując życie drugiego co do popularności języka sztucznego interlingua. Dzień 15 stycznia jest obchodzony przez środowisko jako Le die de Interlingua (Dzień Interlingwy).
- 1952 – Jean Van Houtte został premierem Belgii.
- 1957 – Premiera japońskiego filmu Tron we krwi w reżyserii Akiry Kurosawy.
- 1961 – Otwarto Port lotniczy Rzym-Fiumicino.
- 1962 – Pod Salonikami w Grecji odkryto Papirus z Derveni, najstarszy znany zachowany tekst literacki w Europie.
- 1963 – Katanga została przyłączona do Demokratycznej Republiki Konga.
- 1965:
  - W Kazachskiej SRR przeprowadzono próbny wybuch jądrowy, w wyniku którego powstało radioaktywne jezioro Szagan.
  - W zamachu w stolicy Burundi Bużumburze zginął premier Pierre Ngendandumwe.
- 1966:
  - Podczas wojskowego zamachu stanu został zamordowany premier Nigerii Abubakar Tafawa Balewa.
  - W katastrofie samolotu Douglas DC-6 w okolicy kolumbijskiego miasta Cartagena de Indias zginęło 56 osób.
- 1967:
  - Rozegrano pierwszy finał Super Bowl o mistrzostwo amerykańskiej National Football League.
  - W Moskwie otwarto Hotel „Rossija”.
- 1970:
  - Mu’ammar al-Kaddafi został premierem Libii.
  - Po 32 miesiącach walk o niepodległość upadł zbuntowany nigeryjski region Biafra.
- 1971:
  - Oddano do użytku Wielką Tamę w Asuanie.
  - Premiera filmu Znikający punkt w reżyserii Richarda Sarafiana.
- 1973 – Papież Paweł VI przyjął na audiencji premier Izraela Goldę Meir.
- 1975:
  - Podpisano umowę z Alvor(inne języki) kończącą trwającą 13 lat wojnę o niepodległość Angoli od Portugalii.
  - Założono włoski klub żużlowy MC Olimpia Terenzano.
- 1976 – 45-letnia Sara Jane Moore(inne języki), która 22 września poprzedniego roku w San Francisco oddała dwa niecelne strzały w kierunku prezydenta USA Geralda Forda, została skazana na dożywotnie pozbawienie wolności.
- 1977 – 22 osoby zginęły w katastrofie samolotu Vickers Viscount na przedmieściach Sztokholmu.
- 1978 – Seryjny morderca Ted Bundy wtargnął w nocy do akademika w Tallahassee na Florydzie i zamordował dwie studentki oraz ciężko zranił dwie kolejne. Tej samej nocy włamał się do domu o 8 przecznic od akademika, gdzie brutalnie zgwałcił i okaleczył kolejną studentkę.
- 1981 – Papież Jan Paweł II przyjął na audiencji delegację NSZZ „Solidarność” na czele z Lechem Wałęsą.
- 1982 – Terroryści z OWP zdetonowali bombę w żydowskiej restauracji (Mifgash-Israel Restaurant) w Berlinie Zachodnim, w wyniku czego zginęła 1 osoba, a 25 zostało rannych.
- 1985 – Tancredo Neves został wybrany przez kolegium elektorskie na prezydenta Brazylii. Z powodu ciężkiej choroby nie objął urzędu.
- 1990:
  - W Kostaryce w katastrofie samolotu CASA C-212 Aviocar należącego do linii SANSA zginęły wszystkie 23 osoby na pokładzie.
  - Zawaliła się skała morska London Arch znajdująca się w Port Campbell National Park w Australii.
- 1991 – Minął termin ultimatum postawionego przez ONZ Irakowi, wzywającego go do wycofania wojsk z Kuwejtu. Dało to międzynarodowej koalicji podstawę do rozpoczęcia operacji „Pustynna Burza”.
- 1992:
  - Kraje EWG uznały niepodległość Chorwacji i Słowenii.
  - Rada Najwyższa Ukrainy zatwierdziła melodię hymnu państwowego, którego tekst miał być ustalony później odrębną ustawą.
- 1993 – W Palermo został aresztowany szef mafii Salvatore Riina.
- 1996 – Król Lesotho Moshoeshoe II zginął w wypadku samochodowym w górach Maloti.
- 1997 – Premiera filmu Zagubiona autostrada w reżyserii Davida Lyncha.
- 1999 – 45 Albańczyków zostało zamordowanych przez serbskie wojsko w Raczaku w Kosowie.
- 2000 – Dwaj ochroniarze usiłowali zastrzelić w pałacu prezydenckim prezydenta Gambii Yahyę Jammeha. Zamach udaremnili pozostali członkowie ochrony.
- 2001 – „Narodziny” Wikipedii. Dzień 15 stycznia jest obchodzony jako Dzień Wikipedii.
- 2003 – Lucio Gutiérrez został prezydentem Ekwadoru.
- 2006:
  - Michelle Bachelet wygrała w II turze wybory prezydenckie w Chile.
  - Szejk Sad al-Abd Allah as-Salim as-Sabah został emirem Kuwejtu.
- 2007:
  - Rafael Correa został prezydentem Ekwadoru.
  - Stracono przez powieszenie Barzana Ibrahima at-Tikriti, przyrodniego brata Saddama Husajna i byłego szefa irackiej służby bezpieczeństwa.
- 2009 – Krótko po starcie należący do US Airways Airbus A320 ze 155 osobami na pokładzie szczęśliwie wylądował awaryjnie na rzece Hudson w Nowym Jorku po tym, jak utracił moc w obu silnikach po zderzeniu ze stadem dzikich gęsi.
- 2011:
  - Kongregacja Nauki Wiary erygowała pierwszy ordynariat personalny dla anglikanów przystępujących do pełnej wspólnoty z Kościołem katolickim.
  - Otwarto stadion Türk Telekom Arena w Stambule.
  - Zakończyło się referendum niepodległościowe w Sudanie Południowym (9–15 stycznia). Za secesją opowiedziało się 98,83% głosujących.
- 2013 – Wojna domowa w Syrii: w wiosce Howajsa w pobliżu Hims znaleziono 150 ciał ofiar masowych egzekucji.
- 2014 – 98,13% spośród głosujących w referendum obywateli Egiptu opowiedziało się za przyjęciem nowego projektu konstytucji.
- 2015:
  - Filipe Nyusi został prezydentem Mozambiku.
  - Po decyzji Szwajcarskiego Banku Narodowego, który ogłosił zaprzestanie bronienia kursu franka szwajcarskiego, umocnił się on wobec innych walut o kilkadziesiąt procent, a po korekcie kilkanaście (tzw. „czarny czwartek”).
- 2016 – 30 osób zginęło (w tym 4 napastników), a 56 zostało rannych w serii ataków terrorystycznych w stolicy Burkina Faso Wagadugu (15–16 stycznia).
- 2022 – Erupcja wulkanu na wyspie Hunga Tonga w archipelagu Tonga.
- 2023 – Lecący z Katmandu do Pokhary samolot ATR 72 nepalskich linii Yeti Airlines rozbił się w trakcie podchodzenia do lądowania, w wyniku czego zginęły wszystkie 72 osoby na pokładzie.
- 2024 – W stolicy Malezji Kuala Lumpur oddano do użytku wieżowiec Merdeka 118.

## Eksploracja kosmosui zdarzenia astronomiczne
- 1969 – Rozpoczęła się załogowa misja kosmiczna na statku Sojuz 5.
- 1973 – Na Księżycu wylądowała radziecka sonda Łuna 21.
- 1976 – Z przylądka Canaveral została wystrzelona rakieta z amerykańsko-zachodnioniemiecką sondą Helios 2, drugą z pary sond przeznaczonych do badania przestrzeni pomiędzy Słońcem a Ziemią oraz wpływu Słońca na tę przestrzeń.
- 2003 – Sonda Stardust dostarczyła na Ziemię próbki materii pobrane z komety Wild 2.
- 2010 – Miało miejsce najdłuższe obrączkowe zaćmienie Słońca w obecnym milenium.

## Urodzili się
- 1432 – Alfons V Afrykańczyk, król Portugalii (zm. 1481)
- 1481 – Yoshizumi Ashikaga, japoński siogun (zm. 1511)
- 1491 – Nicolò da Ponte, doża Wenecji (zm. 1585)
- 1541 – Kakugyō Hasegawa(inne języki), japoński działacz religijny i pokojowy (zm. 1646)
- 1554 – (lub 9 stycznia) Grzegorz XV, papież (zm. 1623)
- 1613 – Gian Pietro Bellori, włoski malarz, antykwariusz (zm. 1696)
- 1622 – Molier, francuski dramaturg, aktor (zm. 1673)
- 1678 – François Gigot de La Peyronie, francuski chirurg (zm. 1747)
- 1725 – Piotr Rumiancew, rosyjski feldmarszałek (zm. 1796)
- 1730 – Louis Dutens, francuski pisarz (zm. 1812)
- 1735 – Mauro Picenardi(inne języki), włoski malarz (zm. 1809)
- 1742 – Franciszek Ksawery Narwojsz, polski jezuita, matematyk, inżynier (zm. 1819)
- 1747 – John Aikin(inne języki), brytyjski lekarz, pisarz (zm. 1822)
- 1763 – François-Joseph Talma, francuski aktor (zm. 1826)
- 1776 – Wilhelm Fryderyk Hanowerski, książę Wielkiej Brytanii i Irlandii oraz Hanoweru (zm. 1834)
- 1780 – John Leeds Kerr, amerykański polityk, senator (zm. 1844)
- 1785 – William Prout, brytyjski lekarz, chemik (zm. 1850)
- 1791:
  - Franz Grillparzer, austriacki prozaik, dramaturg (zm. 1872)
  - Franz Xaver Zippe, czeski filozof, przyrodnik, mineralog (zm. 1863)
- 1793 – Ferdinand Georg Waldmüller, austriacki malarz (zm. 1865)
- 1795 – Aleksandr Gribojedow, rosyjski dramaturg, dyplomata, wolnomularz (zm. 1829)
- 1797 – Antoni Pomieczyński, polski duchowny katolicki, działacz narodowy (zm. 1876)
- 1803 – Heinrich Daniel Ruhmkorff, niemiecki mechanik, konstruktor przyrządów elektrotechnicznych (zm. 1877)
- 1805 – Jan Krechowiecki, polski ziemianin, działacz niepodległościowy, powstaniec (zm. 1885)
- 1807 – Hermann Burmeister, niemiecki zoolog, entomolog, wykładowca akademicki (zm. 1892)
- 1808 – Marceli Tarnawiecki, polski ziemianin, prawnik, adwokat, działacz społeczny (zm. 1886)
- 1809 – Pierre-Joseph Proudhon, francuski ekonomista, socjolog, anarchista, polityk, dziennikarz (zm. 1865)
- 1811 – Józef Cafasso, włoski duchowny katolicki, franciszkanin, święty (zm. 1860)
- 1813:
  - (lub 1814) Stanisław Ropelewski, polski krytyk literacki, poeta, leksykograf, uczestnik powstania listopadowego, emigrant (zm. 1865)
  - Antoni Marceli Szymański, polski prawnik, publicysta, uczestnik powstania listopadowego, emigrant (zm. 1894)
  - Yvon Villarceau, francuski astronom, matematyk, inżynier (zm. 1883)
- 1814:
  - Pierre-Jules Hetzel, francuski pisarz, wydawca (zm. 1886)
  - Ludwig Schläfli, szwajcarski matematyk, wykładowca akademicki (zm. 1895)
- 1815:
  - Warren De la Rue(inne języki), brytyjski astronom, chemik, pionier astrofotografii (zm. 1889)
  - Wasyl Podołynski, ukraiński duchowny greckokatolicki, działacz społeczny, publicysta (zm. 1876)
- 1820 – Eliza Branicka, polska arystokratka (zm. 1876)
- 1821 – Lafayette McLaws, amerykański generał konfederacki (zm. 1897)
- 1822 – Bernardyn z Portogruaro, włoski franciszkanin, generał zakonu, arcybiskup, teolog, Sługa Boży (zm. 1895)
- 1823:
  - Leon Konitz, polski ginekolog, chirurg pochodzenia żydowskiego (zm. 1895)
  - Jean-Auguste Margueritte, francuski generał (zm. 1870)
- 1824 – Marie Duplessis, francuska kurtyzana (zm. 1847)
- 1830 – Jean-Baptiste Faure, francuski śpiewak operowy (baryton) (zm. 1914)
- 1831:
  - Max Burchardt, niemiecki okulista, dermatolog, wykładowca akademicki (zm. 1897)
  - Karol Maszkowski, polski matematyk, wykładowca akademicki (zm. 1886)
  - Albert Niemann, niemiecki śpiewak operowy (tenor) (zm. 1917)
  - Georg Sauerwein, niemiecki filozof, językoznawca, publicysta, poeta, działacz społeczny i kulturalny (zm. 1904)
- 1833 – Louis Paulsen, niemiecki szachista (zm. 1891)
- 1837 – Walery Łoziński, polski pisarz, publicysta (zm. 1861)
- 1838 – Hilary Majewski, polski architekt (zm. 1892)
- 1840 – Eduard Locher, szwajcarski inżynier (zm. 1910)
- 1841 – Frederick Stanley, brytyjski arystokrata, polityk, gubernator generalny Kanady, fundator Pucharu Stanleya (zm. 1908)
- 1842:
  - Josef Breuer, austriacki lekarz, fizjolog, filozof (zm. 1925)
  - Maria MacKillop, australijska zakonnica, święta (zm. 1909)
- 1845 – Heinrich Vogl, niemiecki śpiewak operowy (tenor) (zm. 1900)
- 1847 – Marceli Nencki, polski lekarz, chemik, fizjolog, wykładowca akademicki, uczestnik powstania styczniowego (zm. 1901)
- 1848 – John Rankin Gamble, amerykański prawnik, polityk (zm. 1891)
- 1850:
  - Mihai Eminescu, rumuński poeta, nowelista, dziennikarz (zm. 1889)
  - Sofja Kowalewska, rosyjska matematyk, pisarka pochodzenia polsko-niemieckiego (zm. 1891)
- 1851 – Aleksander Moszkowski, niemiecko-polski pisarz, satyryk pochodzenia żydowskiego (zm. 1934)
- 1855:
  - Antoni Chłapowski, polski lekarz, polityk, poseł na Sejm Ustawodawczy (zm. 1927)
  - Bronisław Grąbczewski, polski topograf, etnograf, podróżnik, odkrywca, generał lejtnant armii rosyjskiej (zm. 1926)
- 1858 – Giovanni Segantini, włoski malarz (zm. 1899)
- 1859:
  - Paulina Kuczalska-Reinschmit, polska dziennikarka, wydawczyni, feministka (zm. 1921)
  - Aleksander Landsberg, polski przemysłowiec, działacz społeczny pochodzenia żydowskiego (zm. 1928)
- 1860:
  - Henryk Konic, polski prawnik, adwokat, wykładowca akademicki, publicysta, polityk (zm. 1934)
  - Ignacy Steinhaus, polski prawnik, polityk, poseł na Sejm Ustawodawczy pochodzenia żydowskiego (zm. 1928)
- 1861:
  - Wasilij Andriejew, rosyjski muzyk, kompozytor (zm. 1918)
  - Kazimierz Chodziński, polski rzeźbiarz, medalier (zm. 1921)
  - Saint-Pol-Roux, francuski prozaik, poeta, dramaturg (zm. 1940)
- 1862 – Loie Fuller, amerykańska aktorka, tancerka (zm. 1928)
- 1863:
  - Frederic George Kenyon, brytyjski historyk, biblista (zm. 1952)
  - Wilhelm Marx, niemiecki polityk, kanclerz Niemiec (zm. 1946)
- 1864 – Isa Boletini, albański działacz narodowy, organizator ruchu powstańczego w Kosowie (zm. 1916)
- 1865:
  - Marceli Godlewski, polski duchowny katolicki, działacz społeczny (zm. 1945)
  - Sophia Goudstikker, holendersko-niemiecka fotografka, sufrażystka (zm. 1924)
- 1866 – Nathan Söderblom, szwedzki duchowny luterański, arcybiskup Uppsali, teolog, religioznawca, laureat Pokojowej Nagrody Nobla (zm. 1931)
- 1867:
  - Joseph Barthélemy, francuski generał (zm. 1951)
  - Eustachy Kugler, niemiecki bonifrater, błogosławiony (zm. 1946)
- 1868 – Otto von Lossow, niemiecki generał porucznik (zm. 1938)
- 1869:
  - Bob Huntington, amerykański tenisista (zm. 1949)
  - Stanisław Wyspiański, polski dramaturg, poeta, malarz, grafik, architekt, projektant mebli (zm. 1907)
- 1870 – Jan Piltz, polski neurolog, psychiatra, wykładowca akademicki pochodzenia niemieckiego (zm. 1930)
- 1871:
  - Ahatanheł Krymski, ukraiński literaturoznawca, etnolog, historyk, poeta, tłumacz, działacz społeczny, poliglota, wykładowca akademicki (zm. 1942)
  - Paweł Kubicki, polski duchowny katolicki, biskup pomocniczy sandomierski (zm. 1944)
  - Beniamin (Woskriesienski), rosyjski biskup prawosławny, święty nowomęczennik (zm. 1932)
- 1872:
  - José Alves Correia da Silva, portugalski duchowny katolicki, biskup Leirii (zm. 1957)
  - Arsen Kocojew, osetyjski pisarz (zm. 1944)
  - Ahmad Lutfi as-Sajjid, egipski intelektualista, ideolog ruchu narodowego (zm. 1963)
  - Henryk Zemanek, polski generał dywizji (zm. 1936)
- 1873:
  - Max Adler, austriacki prawnik, polityk (zm. 1937)
  - Władysław Benda, polski malarz, ilustrator, projektant (zm. 1948)
- 1874:
  - Fructuós Gelabert, kataloński fotograf, reżyser i scenarzysta filmowy, wynalazca, impresario (zm. 1955)
  - Birger Gustafsson, szwedzki żeglarz sportowy (zm. 1969)
  - Wincenty Jezierski, polski internista, wykładowca akademicki (zm. 1945)
  - Mieczysław Kuznowicz, polski jezuita, działacz społeczny (zm. 1945)
  - Tadeusz Łopuszański, polski pedagog, polityk, minister wyznań religijnych i oświecenia publicznego (zm. 1955)
- 1875:
  - Tom Burke, amerykański lekkoatleta, sprinter (zm. 1929)
  - Józef Maria Fernández Sánchez, hiszpański lazarysta, męczennik, błogosławiony (zm. 1936)
  - Hugh Pendexter, amerykański powieściopisarz, dziennikarz, scenarzysta filmowy (zm. 1940)
  - Clara Katharina Pollaczek, austriacka pisarka, poetka, dramatopisarka, tłumaczka pochodzenia żydowskiego (zm. 1951)
  - Alojzy Variara, włoski misjonarz, błogosławiony (zm. 1923)
- 1876:
  - Jan Piłsudski, polski prawnik, polityk, minister skarbu, wicemarszałek Sejmu RP (zm. 1950)
  - Jan Ptaśnik, polski historyk, wykładowca akademicki (zm. 1930)
- 1877:
  - Franz Schob, niemiecki psychiatra, neuropatolog, wykładowca akademicki (zm. 1942)
  - John H. Tolan, amerykański polityk (zm. 1947)
- 1878 – Neofit (Korobow), rosyjski biskup prawosławny (zm. 1937)
- 1879:
  - Arthur M. Free, amerykański polityk (zm. 1953)
  - Mazo de la Roche, kanadyjska pisarka (zm. 1961)
  - Ernest Thesiger, brytyjski aktor (zm. 1961)
- 1880:
  - Antons Balodis, łotewski dziennikarz, nauczyciel, pisarz, polityk, dyplomata (zm. 1942)
  - Prokopi Dżaparidze, gruziński działacz komunistyczny (zm. 1920)
  - Giuseppe Rossino, włoski duchowny katolicki, arcybiskup (zm. 1949)
  - Alfred Spett, polski pułkownik saperów inżynier (zm. 1952)
- 1881:
  - Tadeusz Stanisław Grabowski, polski historyk literatury, dyplomata (zm. 1975)
  - Witold Łuniewski, polski psychiatra, wykładowca akademicki (zm. 1943)
  - Pierre Monatte, francuski związkowiec (zm. 1960)
- 1882:
  - Henry Burr, kanadyjski piosenkarz, producent muzyczny (zm. 1941)
  - Małgorzata Connaught, brytyjska księżniczka, szwedzka księżna (zm. 1920)
  - Ignacy Kozielewski, polski pedagog, współtwórca polskiego harcerstwa (zm. 1964)
  - Florian Znaniecki, polsko-amerykański filozof, socjolog, wykładowca akademicki (zm. 1958)
- 1883 – Włodzimierz Boldireff-Strzemiński, polski inżynier, działacz turystyczny, taternik (zm. 1970)
- 1885:
  - Miles Burke, amerykański bokser (zm. 1928)
  - Roland Dorgelès, francuski pisarz (zm. 1973)
  - Claës König, szwedzki jeździec sportowy (zm. 1961)
  - Czesław Michałowski, polski prawnik, polityk, minister sprawiedliwości (zm. 1941)
  - Mário de Noronha, portugalski szpadzista (zm. 1973)
- 1886 – Jenő Károly, węgierski piłkarz, trener (zm. 1926)
- 1887 – Stanisław Górski, polski malarz portrecista (zm. 1955)
- 1889:
  - Angelo Binaschi, włoski piłkarz (zm. 1973)
  - Aleksandr Kazakow, rosyjski pilot wojskowy, as myśliwski (zm. 1919)
  - Wilhelm Mayer-Gross, niemiecko-brytyjski psychiatra (zm. 1961)
- 1890:
  - Menachem Bornsztajn, polski przestępca pochodzenia żydowskiego (zm. 1960)
  - Nikon (Łysenko), rosyjski biskup prawosławny (zm. 1972)
- 1891:
  - Franz Babinger, niemiecki historyk, orientalista, wykładowca akademicki (zm. 1967)
  - Ray Chapman, amerykański baseballista (zm. 1920)
- 1892:
  - William Beaudine, amerykański aktor, reżyser i scenarzysta filmowy (zm. 1970)
  - Rex Ingram, amerykański reżyser filmowy (zm. 1950)
- 1893 – Ivor Novello, walijski aktor, piosenkarz, kompozytor (zm. 1951)
- 1894:
  - José Bustamente(inne języki), peruwiański polityk, prezydent Peru (zm. 1989)
  - Henk Steeman, holenderski piłkarz (zm. 1979)
- 1895 – Artturi Virtanen, fiński biochemik, wykładowca akademicki, laureat Nagrody Nobla (zm. 1973)
- 1896:
  - Tytus Komarnicki, polski prawnik, historyk, dyplomata (zm. 1967)
  - Jack Oosterlaak, południowoafrykański lekkoatleta, sprinter (zm. 1968)
  - Jan Snoek, holenderski kolarz torowy (zm. 1981)
- 1897:
  - Nicholas Kao Se Tseien, chiński duchowny katolicki, superstulatek (zm. 2007)
  - Xu Zhimo, chiński prozaik, poeta (zm. 1931)
- 1898 – Erik Byléhn, szwedzki lekkoatleta, sprinter i średniodystansowiec (zm. 1986)
- 1899:
  - Julian Kubiak, polski działacz komunistyczny i związkowy, polityk, poseł na Sejm Ustawodawczy (zm. 1983)
  - Henryk Walczak, polski kapitan piechoty, działacz niepodległościowy (zm. 1956)
- 1900:
  - Compton Bennett(inne języki), brytyjski reżyser filmowy (zm. 1974)
  - Pawieł Bogdanow, radziecki generał major, kolaborant (zm. 1950)
  - William Heinesen, farerski pisarz, kompozytor, malarz (zm. 1991)
  - Zofia Maternowska, polska lekarka, żołnierz AK (zm. 1990)
  - César Domela Nieuwenhuis, holenderski malarz, grafik, fotograf (zm. 1992)
- 1901:
  - Henryka Królikowska, polska malarka, muzealniczka, pedagog (zm. 1983)
  - Julian Michał Lambor, polski hydrotechnik, hydrolog, meteorolog, wykładowca akademicki (zm. 1973)
- 1902:
  - Alina Halska, polska aktorka pochodzenia żydowskiego (zm. 1942)
  - Pawieł Łobanow, radziecki polityk (zm. 1984)
  - Roman Niewiarowicz, polski aktor, reżyser teatralny, pisarz, scenarzysta filmowy (zm. 1972)
  - Zofia Tarnowska z Ostaszewskich, polska działaczka społeczna (zm. 1982)
- 1903:
  - Cecylia Rozwadowska, polska porucznik AK (zm. 1946)
  - Dawid Sfard, polsko-izraelski poeta, prozaik (zm. 1981)
- 1904:
  - Gunnar Åström, fiński piłkarz (zm. 1952)
  - Charles Hill, brytyjski lekarz, polityk (zm. 1989)
- 1905:
  - Leo Arnsztam, rosyjski reżyser i scenarzysta filmowy (zm. 1979)
  - Kamatari Fujiwara(inne języki), japoński aktor (zm. 1985)
  - Rowland George, brytyjski wioślarz (zm. 1997)
  - Natalja Mienczinska, rosyjska psycholog, wykładowczyni akademicka (zm. 1984)
  - Agasi Sarkisjan, radziecki i ormiański polityk (zm. 1985)
  - Isagali Szärypow, radziecki i kazachski polityk (zm. 1976)
  - Cyryl Vogel, amerykański duchowny katolicki, biskup Saliny (zm. 1979)
- 1906:
  - Helen Broughton-Leigh, amerykańska narciarka alpejska (zm. 1999)
  - Piotr Gruszyn, rosyjski naukowiec, konstruktor rakiet (zm. 1993)
  - Aristotelis Onasis, grecki przedsiębiorca (zm. 1975)
  - Edna Staebler, kanadyjska dziennikarka, pisarka (zm. 2006)
- 1907:
  - Emil Kolzsvári Grandpierre(inne języki), węgierski pisarz (zm. 1992)
  - Kaarel Kübar, estoński strzelec sportowy (zm. 2004)
  - Janusz Kusociński, polski lekkoatleta, długodystansowiec, kapral, uczestnik konspiracji antyhitlerowskiej (zm. 1940)
  - Władysław Żytkowicz, polski skoczek i biegacz narciarski (zm. 1977)
- 1908:
  - Zair Azgur, białoruski rzeźbiarz pochodzenia żydowskiego (zm. 1995)
  - Mieczysław Jastrzębski, polski działacz komunistyczny (zm. 1968)
  - Edward Kobyliński, polski wioślarz (zm. 1992)
  - Edward Teller, węgiersko-amerykański fizyk jądrowy, laureat Nagrody Nobla pochodzenia żydowskiego (zm. 2003)
- 1909:
  - Zygmunt Dziarmaga-Działyński, polski dziennikarz, działacz społeczno-polityczny (zm. 1978)
  - Witold Jakóbczyk, polski historyk, wykładowca akademicki (zm. 1986)
  - Gene Krupa, amerykański perkusista jazzowy pochodzenia polskiego (zm. 1973)
  - Elie Siegmeister, amerykański kompozytor pochodzenia żydowskiego (zm. 1991)
- 1910:
  - Benny Bass, amerykański gimnastyk (zm. 1997)
  - Tadeusz Krwawicz, polski okulista, wykładowca akademicki (zm. 1988)
  - Stanisz Łazarow, bułgarski akrobata cyrkowy, pedagog (zm. 1972)
  - Zofia Topińska, polska doktor nauk społecznych, przedszkolanka, Sprawiedliwa wśród Narodów Świata (zm. 2000)
- 1911:
  - Czułak Artygalew, kazachski działacz partyjny (zm. 1990)
  - Willi Billmann, niemiecki piłkarz (zm. 2001)
  - Gösta Bohman, szwedzki prawnik, polityk (zm. 1997)
  - Kazimierz Budzyk, polski historyk i teoretyk literatury (zm. 1964)
  - Näcip Cihanov, tatarski kompozytor, pedagog (zm. 1988)
  - Abram Milejkowski, rosyjski ekonomista marksistowski, wykładowca akademicki (zm. 1995)
  - Romuald Ochęduszko, polski podporucznik piechoty (zm. 1944)
- 1912:
  - Asłanbi Achochow, radziecki polityk (zm. 1980)
  - Michel Debré, francuski polityk, premier Francji (zm. 1996)
  - Kenyon Hopkins, amerykański kompozytor muzyki filmowej (zm. 1983)
  - Jan Leonowicz, polski chorąży, żołnierz SZP-ZWZ-AK, członek WiN (zm. 1951)
  - Horace Lindrum, australijski snookerzysta (zm. 1974)
  - Afanasij Szczegłow, radziecki generał, polityk (zm. 1995)
- 1913:
  - Lloyd Bridges, amerykański aktor (zm. 1998)
  - Miriam Hyde, australijska kompozytorka (zm. 2005)
- 1914:
  - Stefan Bałuk, polski generał brygady, fotografik, fotoreporter wojenny, cichociemny, uczestnik powstania warszawskiego (zm. 2014)
  - Jan Maria Gisges, polski pisarz (zm. 1983)
  - Alberto Ullastres, hiszpański polityk, prawnik (zm. 2001)
- 1915:
  - Ray Erlenborn, amerykański aktor (zm. 2007)
  - Dyzma Gałaj, polski socjolog, polityk, marszałek Sejmu PRL (zm. 2000)
- 1916 – Christel Peters, niemiecka aktorka (zm. 2009)
- 1917:
  - Siegfried Knappe, niemiecki major (zm. 2008)
  - Wasilij Pietrow, rosyjski generał, marszałek ZSRR, polityk (zm. 2014)
  - Anton Raadik, estoński bokser (zm. 1999)
- 1918:
  - Edouard Gagnon, kanadyjski kardynał (zm. 2007)
  - Guillermo Lovell, argentyński bokser (zm. 1967)
  - Gamal Abdel Naser, egipski pułkownik, polityk, prezydent Egiptu (zm. 1970)
  - João Baptista de Oliveira Figueiredo, brazylijski generał, polityk, prezydent Brazylii (zm. 1999)
- 1919:
  - Maurice Herzog, francuski alpinista, himalaista (zm. 2012)
  - George Cadle Price, belizeński polityk, premier Belize (zm. 2011)
- 1920:
  - Sierafim Chołodkow, rosyjski piłkarz, trener (zm. 1998)
  - Bob Davies, amerykański koszykarz (zm. 1990)
  - Walter Evans, amerykański inżynier elektryk (zm. 1999)
  - Fabian Kiebicz, polski aktor (zm. 2008)
  - John O’Connor, amerykański duchowny katolicki, arcybiskup Nowego Jorku, kardynał (zm. 2000)
  - Gertrude Pritzi, austriacka tenisistka stołowa (zm. 1968)
  - Mieczysław Wołudzki, polski żołnierz AK, harcmistrz ZHP (zm. 2008)
- 1921:
  - Cliff Barker, amerykański koszykarz (zm. 1998)
  - Renata Kossobudzka, polska aktorka (zm. 2006)
  - Raymond Souster, kanadyjski poeta (zm. 2012)
  - Edward Statkiewicz, polski skrzypek, pedagog (zm. 1970)
  - Robert Everett Stevenson, amerykański oceanograf, wykładowca akademicki (zm. 2001)
  - Sierafim Subbotin, radziecki pilot wojskowy, as myśliwski (zm. 1996)
  - Symcha Symchowicz, polsko-kanadyjski prozaik, poeta, pochodzenia żydowskiego (zm. 2017)
  - Frank Thornton, brytyjski aktor (zm. 2013)
  - Marian Wasilewski, polski generał brygady (zm. 2010)
- 1922:
  - Nina Borowska, polska filolog, lituanistka, wykładowczyni akademicka (zm. 1953)
  - Witold Maliszewski, polski siatkarz (zm. 1976)
  - Paul Marcinkus, amerykański duchowny katolicki, arcybiskup pochodzenia litewskiego (zm. 2006)
- 1923:
  - Khampheng Boupha, laotańska polityczka (zm. 2011)
  - Rukmani Devi, lankijska aktorka, piosenkarka (zm. 1978)
  - Lee Teng-hui, tajwański polityk, burmistrz Tajpej, wiceprezydent i prezydent Tajwanu (zm. 2020)
  - Walentyna Maruszewska, polska reżyserka filmowa (zm. 2006)
  - Stanisław Szpunar, polski informatyk (zm. 2016)
- 1924:
  - Pavol Horský, słowacki duchowny katolicki, ofiara represji komunistycznych (zm. 1995)
  - Jean-Bertrand Pontalis, francuski filozof, psychoanalityk, pisarz (zm. 2013)
  - Georg Ratzinger, niemiecki duchowny katolicki, protonotariusz apostolski, brat papieża Benedykta XVI (zm. 2020)
  - Władimir Siemiczastny, radziecki polityk, przewodniczący KGB (zm. 2001)
  - Tadeusz Zaskórski, polski inżynier, związkowiec, polityk, senator RP (zm. 2006)
- 1925:
  - Ernst Benda, niemiecki prawnik, polityk (zm. 2009)
  - August Englas, estoński zapaśnik (zm. 2017)
  - Eva Ibbotson, brytyjska pisarka (zm. 2010)
  - Ignacio López Tarso, meksykański aktor (zm. 2023)
  - Luis Mayanés, chilijski piłkarz (zm. 1979)
  - Michaił Sotnikow, radziecki saper (zm. 1945)
  - Jarema Stępowski, polski aktor, piosenkarz, pedagog (zm. 2001)
- 1926:
  - Ryszard Bohr, polski biolog, wykładowca akademicki, działacz polityczny (zm. 1987)
  - Karl-Alfred Jacobsson, szwedzki piłkarz (zm. 2015)
  - Zbigniew Kęcki, polski chemik, wykładowca akademicki (zm. 2003)
  - Rafiq Nishonov, radziecki i uzbecki polityk (zm. 2023)
  - Hannu Posti, fiński biathlonista (zm. 2012)
  - Maria Schell, austriacka aktorka (zm. 2005)
  - Irfan Shahîd, palestyńsko-amerykański historyk, bizantynolog, wykładowca akademicki (zm. 2016)
- 1927:
  - Kirti Nidhi Bista, nepalski polityk, premier Nepalu (zm. 2017)
  - Józef Świder, polski żołnierz partyzantki antykomunistycznej (zm. 1948)
  - Jusztin Nándor Takács, węgierski duchowny katolicki, biskup Székesfehérvár (zm. 2016)
- 1928:
  - Janusz Bielawski, polski chirurg, polityk, senator RP (zm. 2022)
  - Władimir Iljin, rosyjski piłkarz, trener (zm. 2009)
  - Henryk Paczkowski, polski piłkarz, bramkarz (zm. 1976)
  - René Vautier, francuski reżyser filmowy (zm. 2015)
- 1929:
  - Ronnie Allen, angielski piłkarz, trener (zm. 2001)
  - Stefan Amsterdamski, polski filozof nauki, wykładowca akademicki pochodzenia żydowskiego (zm. 2005)
  - Ryszard Ćwikliński, polski architekt, urbanista (zm. 2016)
  - Martin Luther King, amerykański pastor baptystyczny, działacz na rzecz zniesienia dyskryminacji rasowej, laureat Pokojowej Nagrody Nobla (zm. 1968)
  - John Naisbitt, amerykański futurolog (zm. 2021)
  - Mário Raposo, portugalski adwokat, polityk, rzecznik praw obywatelskich (zm. 2013)
  - Yevgeniy Valitskiy, uzbecki piłkarz, trener pochodzenia rosyjskiego
- 1930:
  - Hadi Bakkusz, tunezyjski polityk, premier Tunezji (zm. 2020)
  - Abd al-Halim Abu Ghazala, egipski dowódca wojskowy, polityk (zm. 2008)
  - Joe Graboski, amerykański koszykarz (zm. 1998)
  - Lucyna Tychowa, polska historyk, reżyser teatralna i telewizyjna (zm. 2019)
- 1931:
  - Jan Błoński, polski eseista, krytyk i historyk literatury, tłumacz (zm. 2009)
  - Teresa Dunin-Karwicka, polska etnograf, etnolog (zm. 2024)
  - Józef Iwiański, polski architekt
  - Ryszard Koniczek, polski historyk i teoretyk filmu (zm. 1997)
  - Tarit Kumar Sett, indyjski kolarz szosowy (zm. 2014)
- 1932:
  - Louis Jones, amerykański lekkoatleta, sprinter (zm. 2006)
  - Stanislao Loffreda, włoski duchowny katolicki, franciszkanin, archeolog, ceramolog, poeta (zm. 2025)
  - Enrique Raxach, holenderski kompozytor pochodzenia hiszpańskiego
  - Dean Smith, amerykański lekkoatleta, sprinter (zm. 2023)
- 1933:
  - Patricia Blair, amerykańska aktorka (zm. 2013)
  - Ernest Gaines(inne języki), amerykański pisarz (zm. 2019)
  - Jerzy Popiel, polski pilot szybowcowy i samolotowy (zm. 2019)
- 1934:
  - Mário de Araújo Cabral, portugalski kierowca wyścigowy (zm. 2020)
  - Alicja Kusińska, polska ekonomistka (zm. 2017)
  - Edmund Pawlak, polski inżynier, polityk, dyplomata (zm. 2016)
  - Rudolf Šrámek, czeski językoznawca
- 1935:
  - Eligiusz Grabowski, polski kolarz szosowy i przełajowy (zm. 2021)
  - Luigi Radice, włoski piłkarz, trener (zm. 2018)
  - Artemiusz (Radosavljević), serbski duchowny prawosławny, biskup raszko-prizreński (zm. 2020)
  - Robert Silverberg, amerykański pisarz i redaktor science fiction i fantasy
- 1936:
  - Richard Franklin, brytyjski aktor (zm. 2023)
  - Przemysław Gwoździowski, polski saksofonista (zm. 2005)
- 1937:
  - Zofia Gładyszewska, polska aktorka dubbingowa, nauczycielka śpiewu (zm. 2021)
  - Yōhei Kōno, japoński polityk
  - Margaret O’Brien, amerykańska aktorka
  - Boris Wasiljew, rosyjski kolarz torowy i szosowy (zm. 2000)
- 1938:
  - Jan Lagierski, polski sędzia siatkarski, działacz sportowy (zm. 2008)
  - Esko Marttinen, fiński biathlonista
  - Paddy O’Toole, irlandzki nauczyciel, polityk, minister obrony (zm. 2025)
  - Kjell Rehnström, szwedzki tłumacz, slawista, leksykograf, interlingwista
  - Barbara Wrzesińska, polska aktorka
- 1939:
  - Per Ahlmark, szwedzki polityk, wicepremier (zm. 2018)
  - Kazimierz Borowiec, polski aktor (zm. 2007)
  - Don Kojis, amerykański koszykarz (zm. 2021)
  - Krystyna Krupa, polska siatkarka
  - Alfonso Milián Sorribas, hiszpański duchowny katolicki, biskup Barbastro-Monzón (zm. 2020)
- 1940:
  - Vladimír Filo, słowacki duchowny katolicki, biskup rożnawski (zm. 2015)
  - Paweł Nowisz, polski aktor (zm. 2021)
  - Andrzej Staruszkiewicz, polski fizyk, wykładowca akademicki
  - Krzysztof Śliwiński, polski dyplomata, działacz katolicki oraz opozycji antykomunistycznej (zm. 2021)
- 1941:
  - Captain Beefheart, amerykański wokalista, kompozytor, poeta, malarz (zm. 2010)
  - Tsunehisa Itō, japoński scenarzysta filmów animowanych (zm. 2021)
  - Eugeniusz Ornoch, polski lekkoatleta, chodziarz, trener (zm. 2004)
  - Shih Ming-teh, tajwański dysydent, polityk (zm. 2024)
  - Siarhiej Kascian, białoruski polityk
- 1942:
  - Bohdan Andrzejewski, polski szpadzista, florecista
  - Zdzisław Kaczmarek(inne języki), polski operator filmowy
  - Krzysztof Owczarek, polski generał brygady
  - Kazimierz Szymonik, polski duchowny katolicki, dyrygent, muzykolog, pedagog
- 1943:
  - Margaret Beckett, brytyjska polityk
  - Philip Bushill-Matthews, brytyjski polityk (zm. 2023)
- 1944 – Steven Choi, amerykański polityk pochodzenia koreańskiego
- 1945:
  - Bonnie Burnard, kanadyjska pisarka (zm. 2017)
  - Adam Czetwertyński, polski nauczyciel, dziennikarz
  - David Pleat, angielski piłkarz, trener, komentator sportowy
  - Grzegorz Szerszenowicz, polski piłkarz, trener (zm. 2020)
- 1946:
  - Ron Davies(inne języki), amerykański kompozytor (zm. 2003)
  - Alaksandr Hierasimienka, białoruski polityk, dyplomata (zm. 2017)
  - Tomasz J. Kowalski, polski historyk i popularyzator lotnictwa, instruktor modelarstwa (zm. 2016)
  - Janusz Kubiakowski, polski inżynier, samorządowiec, członek zarządu województwa świętokrzyskiego (zm. 2023)
- 1947:
  - Martin Chalfie, amerykański biolog, laureat Nagrody Nobla
  - Wojciech Kruk, polski ekonomista, przedsiębiorca, polityk, senator RP
  - Andrea Martin, amerykańska aktorka, komediantka
  - Witold Stachurski, polski bokser, trener (zm. 2001)
- 1948:
  - Joanna Helander, polska fotografka, pisarka, tłumaczka, reżyserka filmów dokumentalnych
  - Aldona Orłowska, polska pływaczka, piosenkarka
  - Claudio Scajola, włoski polityk
  - Ronnie Van Zant, amerykański wokalista, autor tekstów, członek zespołu Lynyrd Skynyrd (zm. 1977)
- 1949:
  - Gillian Allnutt, brytyjska poetka
  - Oscar P. Austin, amerykański kapral (zm. 1969)
  - Bobby Grich, amerykański baseballista
  - Wiesław Komasa, polski aktor, lektor, reżyser teatralny
  - Manolo, hiszpański kibic piłkarski (zm. 2025)
  - Ian Stewart, brytyjski lekkoatleta, długodystansowiec
  - Jan Tomaka, polski geolog, samorządowiec, polityk, poseł na Sejm RP
  - Peter Vonhof, niemiecki kolarz torowy
- 1950:
  - Hans Böhm, holenderski szachista
  - Carlo Giovanardi, włoski polityk
  - Asif Szaukat, syryjski generał, polityk (zm. 2012)
  - Marius Trésor, francuski piłkarz pochodzenia gwadelupskiego
- 1951:
  - Marko Bitraku, albański aktor (zm. 2015)
  - Krzysztof Deszczyński, polski aktor teatru lalek, reżyser, scenarzysta
  - Ernie DiGregorio, amerykański koszykarz pochodzenia włoskiego
  - Małgorzata Mańka, polska fitopatolog, profesor nauk leśnych
  - Catherine Trautmann, francuska teolog, polityk
- 1952:
  - Boris Blank, szwajcarski muzyk, członek duetu Yello
  - Andrzej Fischer, polski piłkarz, bramkarz (zm. 2018)
  - Jan Højland, duński piłkarz
  - Tatsuhiko Seta, japoński piłkarz, bramkarz
- 1953:
  - Kent Hovind, amerykański kreacjonista
  - Petr Mareš, czeski historyk, polityk, dyplomata
- 1954:
  - Kazimierz Kalkowski, polski malarz, rzeźbiarz, ceramik, rysownik
  - Mohsen Labidi, tunezyjski piłkarz
  - Nikos Sarnganis, grecki piłkarz, bramkarz
  - Mirosław Sarwiński, polski szachista
- 1955:
  - Ardian Fullani, albański ekonomista
  - Andreas Gursky, niemiecki fotograf
  - José Montilla, hiszpański i kataloński polityk, samorządowiec
- 1956:
  - João Carlos, brazylijski trener piłkarski
  - Konrad Kojder, polski szachista (zm. 2025)
  - Remigiusz Marchlewicz, polski piłkarz, trener
  - Kumari Mayawati, indyjska polityk
  - Mirosław Sowiński, polski piłkarz, bramkarz (zm. 2008)
  - Wiera Zozula, łotewska saneczkarka
- 1957:
  - Iwona Bartoszewicz, polska językoznawczyni (zm. 2024)
  - Ryszard Herba, polski aktor (zm. 2024)
  - Sōgo Ishii, japoński reżyser filmowy
  - Robert Köstenberger, austriacki judoka
  - Mario Van Peebles, amerykański aktor, reżyser, scenarzysta i producent filmowy, piosenkarz, model
- 1958:
  - Piotr Czaczka, polski piłkarz ręczny, trener
  - Rangeł Gerowski, bułgarski zapaśnik (zm. 2004)
  - Carlos Manuel, portugalski piłkarz, trener
  - Boris Tadić, serbski psycholog, polityk, prezydent Serbii
- 1959:
  - Marian Awramow, bułgarski zapaśnik
  - Kamen Penew, bułgarski zapaśnik (zm. 2025)
  - Pete Trewavas, brytyjski basista, członek zespołów: Marillion, Transatlantic i Kino
- 1960:
  - Basri Çapriqi, albański poeta, eseista, publicysta (zm. 2018)
  - Natiq Hashim, iracki piłkarz
  - Mohammed Timoumi, marokański piłkarz
  - Tadeusz Woźniak, polski nauczyciel, samorządowiec, polityk, poseł na Sejm RP
- 1961:
  - Krzysztof Kołach, polski polityk, samorządowiec, wojewoda płocki, wójt gminy Bedlno
  - Jamie Lowery, kanadyjski piłkarz
  - Jerry Page, amerykański bokser
- 1962:
  - Margherita Buy, włoska aktorka
  - Wojciech Frank, polski przedsiębiorca, polityk, poseł na Sejm RP
  - Agnieszka Romaszewska-Guzy, polska dziennikarka
  - Jan Stejskal, czeski piłkarz, bramkarz
- 1963:
  - Tomasz Gwinciński, polski muzyk, kompozytor
  - Aleksander Wojtkiewicz, polski szachista (zm. 2006)
- 1964:
  - Wes Madiko, kameruński muzyk (zm. 2021)
  - Jacek Protas, polski samorządowiec, polityk, poseł na Sejm RP
- 1965:
  - Derek B, brytyjski raper (zm. 2009)
  - Maurizio Fondriest, włoski kolarz szosowy
  - Bernard Hopkins, amerykański bokser
  - Adam Jones, amerykański gitarzysta, członek zespołu Tool
  - James Nesbitt, brytyjski aktor
- 1966:
  - Erhan Balcı, turecki zapaśnik
  - Witold Charatonik, polski matematyk, wykładowca akademicki
  - Benoît Dervaux(inne języki), belgijski reżyser filmowy
  - Rommel Fernández, panamski piłkarz (zm. 1993)
  - Kimmo Tarkkio, fiński piłkarz
- 1967:
  - Marzena Grabowska, polska koszykarka
  - Aziz Kelmendi, albański student, masowy morderca (zm. 1987)
- 1968:
  - Adnan Erkan, turecki piłkarz, bramkarz
  - Vincent Geisser, francuski politolog, socjolog
  - Ewa Lieder, polska działaczka samorządowa, polityk, poseł na Sejm RP
  - Chad Lowe, amerykański aktor, reżyser i producent filmowy i telewizyjny pochodzenia irlandzkiego
  - Stanisław Szostecki, polski zapaśnik (zm. 2021)
  - Iñaki Urdangarin, hiszpański piłkarz ręczny, członek rodziny królewskiej
- 1969:
  - Roberto Balado, kubański bokser (zm. 1994)
  - Simon Crafar, nowozelandzki motocyklista wyścigowy
  - Anatolij Iwaniszyn, rosyjski pilot wojskowy, kosmonauta
  - Amalie Kulawik, niemiecka snowboardzistka
  - Wita Pawłysz, ukraińska lekkoatletka, kulomiotka
- 1970:
  - Danieł Borimirow, bułgarski piłkarz
  - Oktay Urkal, niemiecki bokser pochodzenia tureckiego
- 1971:
  - Eddy Capron, francuski piłkarz pochodzenia martynikańskiego
  - Jesper Hall, szwedzki szachista, trener
  - Regina King, amerykańska aktorka
  - Eglė Špokaitė, litewska tancerka, choreografka, aktorka
- 1972:
  - Shelia Burrell, amerykańska lekkoatletka, wieloboistka
  - Michał Konarski, polski aktor, reżyser teatralny i dubbingowy
  - Marek Łuczak, polski duchowny katolicki, dziennikarz (zm. 2018)
  - Maciej Stolarczyk, polski piłkarz, trener
- 1973:
  - Tomáš Galásek, czeski piłkarz
  - Songül Kılıç, turecka lekkoatletka, tyczkarka
  - Li Jiao, holenderska tenisistka stołowa pochodzenia chińskiego
  - Sydney Tamiia Poitier, amerykańska aktorka
  - Sophie Zubiolo, belgijska lekkoatletka, tyczkarka
- 1974:
  - Wołodymyr Borodianski, ukraiński przedsiębiorca, polityk
  - Wołodymyr Hrabinski, ukraiński szachista
  - Adam Ledwoń, polski piłkarz (zm. 2008)
- 1975:
  - Michael Judge, irlandzki snookerzysta
  - Mary Pierce, francuska tenisistka
  - Patryk Pysz, polski hokeista
  - Christiane Soeder, austriacka kolarka szosowa pochodzenia niemieckiego
  - Sophie Wilmès, belgijska polityk, premier Belgii
- 1976:
  - Drago Grubelnik, słoweński narciarz alpejski (zm. 2015)
  - Andreas Klier, niemiecki kolarz szosowy
  - Dorian Missick, amerykański aktor
- 1977:
  - Giorgia Meloni, włoska dziennikarka, polityk, premier Włoch
  - Jacek Paszulewicz, polski piłkarz
  - Ronald Zehrfeld, niemiecki aktor, scenarzysta i producent filmowy i telewizyjny
- 1978:
  - Eddie Cahill, amerykański aktor pochodzenia irlandzko-włoskiego
  - Tomáš Cibulec, czeski tenisista
  - Franco Pellizotti, włoski kolarz szosowy
- 1979:
  - Agnė Čiūdarienė, litewska koszykarka
  - Andrea Barberi, włoski lekkoatleta, sprinter (zm. 2023)
  - Anna Kazejak, polska reżyserka i scenarzystka filmowa
  - Michalis Morfis, cypryjski piłkarz, bramkarz
  - Michael Neumayer, niemiecki skoczek narciarski
  - Martin Petrow, bułgarski piłkarz
  - Paolo Quinteros, argentyńsko-włoski koszykarz
  - Anthony Šerić, chorwacki piłkarz
  - Young Dro, amerykański raper
- 1980:
  - Tommy Adams, amerykański koszykarz
  - Katarzyna Głowala, polska ekonomistka, urzędniczka państwowa
  - Anna Guzowska, polska lekkoatletka, sprinterka
  - Matt Holliday, amerykański baseballista
  - Marek Kaliszuk, polski aktor
  - Lydia, hiszpańska piosenkarka
  - Arkadiusz Sobecki, polski hokeista, bramkarz
- 1981:
  - Hadi Agili, irański piłkarz
  - Dylan Armstrong, kanadyjski lekkoatleta, kulomiot
  - Zachary Bostrom, amerykański aktor
  - Angela Brodtka, niemiecka kolarka szosowa
  - Manuel Carrasco, hiszpański piosenkarz
  - El Hadji Diouf, senegalski piłkarz
  - Vanessa Henke, niemiecka tenisistka
  - Brett Lebda, amerykański hokeista
  - Marcin Matkowski, polski tenisista
  - Marek Petraszek, polski szpadzista
  - Pitbull, amerykański raper pochodzenia kubańskiego
  - Jendry Pitoy, indonezyjski piłkarz, bramkarz
  - Krišjānis Rēdlihs, łotewski hokeista
- 1982:
  - Benjamin Agosto, amerykański łyżwiarz figurowy
  - Ivana Curčić, serbska siatkarka
  - Piotr Daniluk, polski strzelec sportowy, bosman
  - Jermaine Easter, walijski piłkarz
  - Emina Jahović, serbska piosenkarka, modelka, aktorka
  - Lindsey Maguire, brytyjska wioślarka
  - Josip Pavić, chorwacki piłkarz wodny
  - Sun Xiang, chiński piłkarz
  - Jagoda Szmytka, polska kompozytorka, artystka multimedialna
  - Tajmuraz Tigijew, rosyjsko-kazachski zapaśnik
- 1983:
  - Aleksander Baron, polski szef kuchni
  - Emmanuel Chedal, francuski skoczek narciarski
  - Axel Cédric Konan, iworyjski piłkarz
  - Jermaine Pennant, angielski piłkarz
  - Hugo Viana, portugalski piłkarz
- 1984:
  - Megan Jendrick, amerykańska pływaczka
  - Andrej Kazusionak, białoruski judoka
  - Zuzana Štefečeková, słowacka strzelczyni sportowa
- 1985:
  - Kiriakos Adamu, cypryjski siatkarz
  - René Adler, niemiecki piłkarz, bramkarz
  - Branislav Fábry, słowacki hokeista
  - Said Fettah, marokański piłkarz
  - Juan Gonzalo Lorca, chilijski piłkarz
  - Luis Alberto Gutiérrez, boliwijski piłkarz
  - Otshudi Lamá, mozambicki piłkarz, bramkarz
  - Nikołaj Lemtiugow, rosyjski hokeista
  - Harri Olli, fiński skoczek narciarski
  - Pawieł Podkolzin, rosyjski koszykarz
  - Józef Rainczuk, polski judoka, trener
  - Stephanie Raymond, amerykańska koszykarka, trenerka
  - Bahodirjon Sultonov, uzbecki bokser
- 1986:
  - Marija Abakumowa, rosyjska lekkoatletka, oszczepniczka
  - Anna María Pinero, hiszpańska lekkoatletka, tyczkarka
  - Juan David Valencia, kolumbijski piłkarz
- 1987:
  - Anđela Bulatović, czarnogórska piłkarka ręczna
  - Danny Caluag, amerykańsko-filipiński kolarz BMX
  - Aaron Clapham, nowozelandzki piłkarz
  - Oussama El Gharib, marokański piłkarz
  - Alexander Gustafsson, szwedzki bokser, zawodnik MMA
  - Tsegay Kebede, etiopski lekkoatleta, maratończyk
  - Kelly Kelly, amerykańska modelka, wrestlerka
  - Jesus Luz, brazylijski aktor, didżej, model
  - Remigiusz Mróz, polski prawnik, pisarz
  - Michael Seater, kanadyjski aktor
  - Marta Urbaniak, polska koszykarka
- 1988:
  - Aleksandr Gucaluk, rosyjski siatkarz
  - Agnieszka Jerzyk, polska triathlonistka, lekkoatletka
  - Aija Putniņa, łotewska koszykarka
  - Skrillex, amerykański wokalista, didżej, producent muzyczny
  - Donald Sloan, amerykański koszykarz
  - Charlotte Sometimes, amerykańska piosenkarka, autorka tekstów
  - Zhao Chaojun, chiński sztangista
- 1989:
  - Kelci Bryant, amerykańska skoczkini do wody
  - Ryan Corr, australijski aktor
  - Aleksiej Czeriepanow, rosyjski hokeista (zm. 2008)
  - Martin Dúbravka, słowacki piłkarz, bramkarz
  - Anita Márton, węgierska lekkoatleta, dyskobolka i kulomiotka
  - Emmanuel Mas, argentyński piłkarz pochodzenia włoskiego
  - Kaciaryna Miszyna, białoruska lekkoatletka, sprinterka
  - Flux Pavilion, brytyjski didżej, producent muzyczny
  - Sun Ye, chińska pływaczka
- 1990:
  - Tomasz Bartnik, polski strzelec sportowy
  - Jente Bouckaert, belgijski lekkoatleta, sprinter
  - Fernando Forestieri, włoski piłkarz
  - Gework Sahakian, ormiańsko-polski zapaśnik
  - Kostas Slukas, grecki koszykarz
  - Chris Warren, amerykański aktor
  - Wiaczesław Wojnow, rosyjski hokeista
- 1991:
  - Marc Bartra, hiszpański piłkarz
  - Marcelo Chierighini, brazylijski pływak
  - Sosłan Daurow, rosyjsko-białoruski zapaśnik
  - Adeline Gray, amerykańska zapaśniczka
  - Nicolai Jørgensen, duński piłkarz
  - Darja Kliszyna, rosyjska lekkoatletka, skoczkini w dal
  - Kevin Malget, luksemburski piłkarz
- 1992:
  - Bacar Baldé, piłkarz z Gwinei Bissau
  - Rasmus Falk, duński piłkarz
  - Max von der Groeben, niemiecki aktor
  - Marcin Kamiński, polski piłkarz
  - Joshua King, norweski piłkarz pochodzenia gambijskiego
  - Narumi Takahashi, japońska łyżwiarka figurowa
  - Joël Veltman, holenderski piłkarz
- 1993:
  - Kadeem Allen, amerykański koszykarz
  - Ben Gibson, angielski piłkarz
  - Stella Heiß, niemiecka curlerka
  - Amro Jenyat, syryjski piłkarz
  - Nino Johnson, amerykański koszykarz
  - Bartłomiej Kłusek, polski skoczek narciarski
  - Gregor Koblar, słoweński hokeista
  - Karolina Kołeczek, polska lekkoatletka, płotkarka
  - Daler Kuziajew, rosyjski piłkarz
  - Dylan McGeouch, szkocki piłkarz
  - Joseph Mora, kostarykański piłkarz
- 1994:
  - Rafidine Abdullah, komoryjski piłkarz
  - Eric Dier, angielski piłkarz
  - Monika Jagaciak, polska modelka
  - George King, amerykański koszykarz
  - Urszula Łętocha, polska biegaczka narciarska
  - Aleks Pihler, słoweński piłkarz
  - Erick Pulgar, chilijski piłkarz
- 1995:
  - Gotytom Gebreslase, etiopska lekkoatletka, biegaczka długodystansowa
  - Andrew Hjulsager, duński piłkarz
  - Nina Mienkienowa, rosyjska zapaśniczka
- 1996:
  - Dove Cameron, amerykańska aktorka, piosenkarka
  - Jordan Caroline, amerykański koszykarz
  - Romano Fenati, włoski motocyklista wyścigowy
  - Sulayman Marreh, gambijski piłkarz
  - Katharina Truppe, austriacka narciarka alpejska
- 1997:
  - Sebastián Gamarra, boliwijski piłkarz
  - Damian Ul, polski aktor
- 1998:
  - Niklas Dorsch, niemiecki piłkarz
  - Ben Godfrey, angielski piłkarz
- 1999:
  - Miray Daner, turecka aktorka
  - Claudia Purker, austriacka skoczkini narciarska, kombinatorka norweska
- 2000:
  - Maximiliano Guerrero, chilijski piłkarz
  - Maito Kawana, japoński zapaśnik
- 2001:
  - Melvin Cruz, salwadorski piłkarz
  - Golden Mafwenta, zambijski piłkarz
  - Ken Matsui, japoński zapaśnik
  - Charline Schwarz, niemiecka łuczniczka
- 2002 – Abd Allah Muhammad Szaban Muhammad, egipski zapaśnik
- 2003:
  - Aleksander Buksa, polski piłkarz
  - Mariusz Fornalczyk, polski piłkarz
- 2004 – Grace VanderWaal(inne języki), amerykańska piosenkarka, kompozytorka, autorka tekstów
- 2005 – Kamil Lipiński(inne języki), polski piłkarz

## Zmarli
- 69 – Galba, cesarz rzymski (ur. 3 p.n.e.)
- 570 – (lub 577) Ita, irlandzka zakonnica, święta (ur. ok. 475)
- 936 – Rudolf I, książę burdundzki, król zachodniofrankijski (ur. ok. 890)
- 1126 – (lub 12 października) Ermengarda, hrabina Maine (ur. ?)
- 1151 – Eliasz II, hrabia Maine (ur. 1115)
- 1251 – Arnold II, polski duchowny katolicki, biskup poznański (ur. ?)
- 1277 – Konrad II, hrabia Sternberg-Waldeck, arcybiskup Magdeburga (ur. 1225)
- 1317 – Borzysław I, polski duchowny katolicki, arcybiskup gnieźnieński (ur. ?)
- 1490 – Jakub Dembiński, polski szlachcic, kasztelan krakowski, kanclerz wielki koronny (ur. 1427)
- 1519 – Vasco Núñez de Balboa, hiszpański konkwistador (ur. ok. 1475)
- 1568 – Nicolaus Olahus, węgierski historyk, poeta, humanista (ur. 1493)
- 1595 – Murad III, sułtan Imperium Osmańskiego (ur. 1546)
- 1615 – Wirginia Medycejska, księżniczka Toskanii, księżna Modeny i Reggio (ur. 1568)
- 1648 – Franciszek de Capillas, hiszpański dominikanin, misjonarz, męczennik, święty (ur. 1607)
- 1667 – Nektariusz (Tielaszyn), rosyjski biskup prawosławny (ur. 1586/1587)
- 1684 – Alvise Contarini, doża Wenecji (ur. 1601)
- 1737 – Giuseppe Renato Imperiali, włoski kardynał (ur. 1651)
- 1781 – Marianna Wiktoria Burbon, księżniczka hiszpańska, królowa Portugalii (ur. 1718)
- 1783 – William Alexander, amerykański kupiec, oficer pochodzenia szkockiego (ur. 1726)
- 1789 – Michał Jan Stadnicki, polski szlachcic, pijar, pedagog (ur. 1732)
- 1790:
  - Józef Antoni Golejewski, polski brygadier (ur. ?)
  - John Landen(inne języki), brytyjski matematyk (ur. 1719)
- 1797 – Piotr Dufour, polski drukarz, księgarz, wydawca pochodzenia francuskiego (ur. 1730)
- 1813 – Anton Bernolák, słowacki duchowny katolicki, językoznawca (ur. 1762)
- 1814 – Filippo Castaldi, włoski malarz, czynny w Polsce (ur. 1730)
- 1815 – Emma, lady Hamilton, brytyjska tancerka (ur. 1765)
- 1818:
  - Matwiej Płatow, rosyjski generał (ur. 1751)
  - Karol Schütz, polski architekt pochodzenia niemieckiego (ur. 1741)
- 1819 – Franz Bulla, niemiecki aktor, reżyser i dyrektor teatralny (ur. 1754)
- 1826 – Nikołaj Rumiancew, rosyjski hrabia, polityk, mecenas, kolekcjoner (ur. 1754)
- 1829 – Tadeusz Kundzicz, polski duchowny katolicki, biskup pomocniczy trocki i biskup pomocniczy wileński (ur. 1747)
- 1845 – Eliakim ha-Kohen Schwerin Götz, węgierski rabin, talmudysta (ur. 1760)
- 1858 – Leon Goldstand, polski bankier pochodzenia żydowskiego (ur. 1800)
- 1865 – Edward Everett, amerykański polityk (ur. 1794)
- 1866:
  - Rudolf von Auerswald, pruski polityk, premier Prus (ur. 1795)
  - Massimo d’Azeglio, włoski pisarz, malarz, historyk, polityk, premier Królestwa Sardynii (ur. 1798)
- 1868 – Piotr Paweł Szymański, polski duchowny katolicki, biskup podlaski (ur. 1793)
- 1870 – Sylvain Salnave, haitański generał, polityk, prezydent Haiti (ur. 1826)
- 1872 – Wincenty Norblin, polski przemysłowiec (ur. 1805)
- 1876 – Eliza Johnson, amerykańska druga i pierwsza dama (ur. 1810)
- 1878 – William Stirling, szkocki arystokrata, historyk, pisarz, polityk (ur. 1818)
- 1879 – Jan Jasiński, polski aktor, reżyser i dyrektor teatralny, pisarz, tłumacz, pedagog (ur. 1806)
- 1880 – Alice Dalsheimer, amerykańska poetka (ur. 1842)
- 1883 – William Pendleton, amerykański podporucznik konfederacki, pastor, nauczyciel (ur. 1809)
- 1884 – Feliks Breański, polski generał w powstaniu styczniowym, pułkownik w służbie sardyńskiej i generał w służbie tureckiej (ur. 1794)
- 1885:
  - Kasper Borowski, polski duchowny katolicki, biskup łucko-żytomierski i płocki (ur. 1802)
  - Antoni Edward Odyniec, polski poeta, pamiętnikarz, tłumacz (ur. 1804)
- 1886 – Karl Pooten, niemiecki duchowny katolicki, arcybiskup Antivari i Szkodry (ur. 1807)
- 1889 – Melchior Josef Martin Knüsel, szwajcarski polityk, prezydent Szwajcarii (ur. 1813)
- 1890 – Lucía Zárate, meksykańska karlica, artystka cyrkowa (ur. 1864)
- 1896 – Kazimierz Stronczyński, polski numizmatyk, badacz architektury, kolekcjoner, historyk, polityk (ur. 1809)
- 1898 – Lucjan Malinowski, polski językoznawca (ur. 1839)
- 1902 – Alpheus Hyatt, amerykański paleontolog, zoolog (ur. 1838)
- 1903:
  - Johannes Musaeus Norman, norweski botanik, mykolog, wykładowca akademicki (ur. 1823)
  - Lucido Maria Parocchi, włoski kardynał, wysoki urzędnik Kurii Rzymskiej (ur. 1833)
- 1904 – Eduard Lassen, duński kompozytor, dyrygent (ur. 1830)
- 1905:
  - Tomasz Księżczyk, polski działacz niepodległościowy i socjalistyczny (ur. 1881)
  - Robert Nestler, polski architekt, budowniczy (ur. 1817)
- 1907 – Clémence de Grandval, francuska kompozytorka (ur. 1828)
- 1909:
  - Arnold Janssen, niemiecki werbista, święty (ur. 1837)
  - Ernest Reyer, francuski kompozytor, krytyk muzyczny (ur. 1823)
- 1911 – Michał Greim, polski drukarz, fotograf, kolekcjoner, archeolog amator, antykwariusz, numizmatyk pochodzenia austriackiego (ur. 1828)
- 1912 – Wiktor Maringe, polski ziemianin, hotelarz (ur. 1827)
- 1914:
  - Felicjan Feliński, polski aktor, śpiewak operetkowy, dyrektor teatrów (ur. 1855)
  - Hermann von Soden, niemiecki duchowny protestancki, biblista (ur. 1852)
- 1915:
  - Taisa (Sołopowa), rosyjska mniszka prawosławna (ur. 1842)
  - Jan Alfons Surzycki, polski przemysłowiec, działacz społeczny i gospodarczy (ur. 1850)
- 1916:
  - Modest Czajkowski, rosyjski dramaturg, librecista (ur. 1850)
  - Iłłarion Woroncow-Daszkow, rosyjski generał, polityk (ur. 1837)
- 1917 – Ben Warren, angielski piłkarz (ur. 1879)
- 1918 – Wojciech Kętrzyński, polski historyk, etnograf (ur. 1838)
- 1919:
  - Jérôme Eugène Coggia, francuski astronom pochodzenia korsykańskiego (ur. 1849)
  - Karl Liebknecht, niemiecki działacz robotniczy (ur. 1871)
  - Róża Luksemburg, polska i niemiecka działaczka robotnicza pochodzenia żydowskiego (ur. 1871)
  - Andrzej Małkowski, polski instruktor i teoretyk harcerstwa (ur. 1888)
- 1921 – Franciszek Blechert, polski generał major w służbie rosyjskiej (ur. 1862)
- 1922 – Abraham Alter Fiszzon, żydowski aktor, reżyser teatralny, pionier i dyrektor teatru żydowskiego (ur. 1843 lub 48)
- 1926:
  - Aretas Akers-Douglas, brytyjski arystokrata, polityk (ur. 1851)
  - Giambattista De Curtis, włoski poeta, malarz (ur. 1860)
  - August Sedláček, czeski historyk, genealog, sfragistyk, heraldyk (ur. 1843)
  - Enrico Toselli, włoski kompozytor, pianista (ur. 1883)
  - Eugeniusz Zak, polski malarz, rysownik pochodzenia żydowskiego (ur. 1884)
- 1927:
  - Stanisław Ciechanowski, polski prawnik, przedsiębiorca (ur. 1845)
  - Bronisław Dębski, polski botanik, entomolog (ur. 1874)
  - Dawid Janowski, polski szachista (ur. 1868)
  - Iwan Kossak, ukraiński kapitan, działacz społeczny, nauczyciel (ur. 1876)
- 1928:
  - Stefan Poliński, polski wspinacz, akrobata (ur. ?)
  - Paul Santelli, francuski pilot wojskowy, as myśliwski (ur. 1898)
- 1929:
  - Robert M. Lively, amerykański polityk (ur. 1855)
  - Gerhard Munthe, norweski malarz, rysownik (ur. 1849)
  - Reginald Talbot, brytyjski generał, polityk (ur. 1841)
- 1931 – Georg Haase, niemiecki browarnik, przedsiębiorca, wizjoner rozwoju uzdrowisk i turystyki (ur. 1859)
- 1932:
  - Henryk Gradowski, polski działacz komunistyczny (ur. 1909)
  - Georg Kerschensteiner, niemiecki pedagog (ur. 1854)
- 1933 – Maciej Wierzbiński, polski dziennikarz, pisarz (ur. 1862)
- 1934 – Hermann Bahr, austriacki pisarz, krytyk literacki (ur. 1863)
- 1935:
  - John Møller, norweski strzelec sportowy (ur. 1866)
  - Ludwig Hubert von Windheim, niemiecki polityk (ur. 1857)
  - Iwan Winokurow, radziecki polityk (ur. 1863)
- 1936 – Henry Forster, brytyjski arystokrata, polityk, gubernator generalny Australii (ur. 1866)
- 1937 – Walenty Palencia Marquina, hiszpański duchowny katolicki, męczennik, błogosławiony (ur. 1871)
- 1939 – Edward Wertheim, polski lekarz wojskowy pochodzenia żydowskiego (ur. 1887)
- 1940:
  - Jan Lorentowicz, polski krytyk teatralny, publicysta, dyrektor teatrów (ur. 1868)
  - Kalliroi Parren, grecka dziennikarka, feministka (ur. 1861)
- 1942:
  - Randal Berkeley, brytyjski arystokrata, chemik (ur. 1865)
  - Alfred Bursche, polski prawnik (ur. 1883)
  - Maria Jadwiga Reutt, polska pisarka, pedagog, działaczka oświatowa (ur. 1863)
- 1943:
  - Michał Brandstätter, polski nauczyciel, literat, dziennikarz pochodzenia żydowskiego (ur. 1882)
  - Eric Knight, amerykański pisarz pochodzenia brytyjskiego (ur. 1897)
- 1944:
  - Julian Bronicki, radziecki podpułkownik (ur. 1908)
  - Jackie Gibson, południowoafrykański lekkoatleta, maratończyk, porucznik lotnictwa (ur. 1914)
  - Oluf Steen, norweski łyżwiarz szybki (ur. 1882)
- 1945:
  - Gustav Cassel, szwedzki ekonomista, wykładowca akademicki (ur. 1866)
  - Karol Dubicz-Penther, polski dyplomata, major dyplomowany kawalerii (ur. 1892)
  - Kornél Havasi, węgierski szachista (ur. 1892)
  - Antoni Słonina, polski działacz na rzecz polskości Górnego Śląska (ur. 1878)
- 1947:
  - Józef Bielawski, polski duchowny katolicki (ur. 1877)
  - Józef Degórski, polski farmaceuta, działacz konspiracyjny (ur. 1878)
  - Elizabeth Short, amerykańska ofiara morderstwa (ur. 1924)
- 1948:
  - Henri-Alexandre Deslandres, francuski fizyk, astronom (ur. 1853)
  - Ralph Elliott, amerykański księgowy, finansista, przedsiębiorca (ur. 1871)
  - Lechosław Roszkowski, polski adwokat, porucznik, żołnierz NOW, NSZ i NZW (ur. 1916)
  - Tadeusz Zawadziński, polski kapitan, członek Związku Akademickiego Młodzież Wszechpolska, NOW, NSZ i NZW (ur. 1918)
- 1949 – Mieczysław Haiman, polski działacz emigracyjny, dziennikarz, pisarz (ur. 1888)
- 1950:
  - Henry H. Arnold, amerykański generał (ur. 1886)
  - Petre Dumitrescu, rumuński generał (ur. 1882)
  - Paweł Gajewski, polski malarz (ur. 1889)
  - (lub 14 stycznia) Alma Karlin, słoweńsko-austriacka podróżniczka, pisarka, poetka, kolekcjonerka, poliglotka, teozofka (ur. 1889)
- 1951 – Jekatierina Korczagina-Aleksandrowska, rosyjska aktorka (ur. 1874)
- 1953 – Spiro Xega, albański malarz (ur. 1876)
- 1954 –  Karl Holzinger, amerykański psycholog, psychometra i statystyk (ur. 1892)
- 1955:
  - Isak Samokovalija, bośniacki pisarz pochodzenia żydowskiego (ur. 1889)
  - Yves Tanguy, amerykański malarz pochodzenia francuskiego (ur. 1900)
  - Torvald Tu, norweski poeta, prozaik, dramaturg (ur. 1893)
- 1956:
  - Bartolomé Pérez Casas, hiszpański kompozytor, dyrygent (ur. 1873)
  - Alois Vicherek, czeski generał pilot (ur. 1892)
- 1958:
  - Gábor Földes, węgierski aktor, reżyser (ur. 1923)
  - Jewgienij Szwarc, rosyjski dramaturg, scenarzysta filmowy pochodzenia żydowskiego (ur. 1896)
- 1960 – Siergiej Zarapkin, rosyjski biolog, genetyk (ur. 1892)
- 1961:
  - Albert Oldman, brytyjski bokser (ur. 1883)
  - Andrzej Pronaszko, polski malarz, scenograf, pedagog (ur. 1888)
- 1963:
  - Horst Kutscher, niemiecka ofiara muru berlińskiego (ur. 1931)
  - Marco Torrès, francuski gimnastyk (ur. 1888)
- 1964:
  - Eberhard Frowein, niemiecki reżyser i scenarzysta filmowy (ur. 1881)
  - Abraham Walter Lafferty, amerykański polityk (ur. 1875)
  - Jack Teagarden, amerykański puzonista i wokalista jazzowy (ur. 1905)
- 1965:
  - Nikołaj Gorlinski, radziecki generał porucznik, funkcjonariusz służb specjalnych (ur. 1907)
  - Amo Jelian, radziecki generał major (ur. 1903)
  - Pierre Ngendandumwe, burundyjski polityk, premier Burundi (ur. 1930)
  - Wacław Szymanowski, polski fizyk, polityk, minister łączności (ur. 1895)
- 1966:
  - Birger Braadland, norweski wojskowy, leśnik, polityk, premier Norwegii (ur. 1879)
  - Abubakar Tafawa Balewa, nigeryjski polityk, premier Nigerii (ur. 1912)
- 1968 – Leopold Infeld, polski fizyk teoretyk, wykładowca akademicki pochodzenia żydowskiego (ur. 1898)
- 1970:
  - Vytautas Bacevičius, litewski kompozytor, pianista (ur. 1905)
  - Nils Lamby, szwedzki żeglarz sportowy (ur. 1885)
  - Azucena Maizani, argentyńska piosenkarka tanga (ur. 1902)
- 1971:
  - Félix Balyu, belgijski piłkarz (ur. 1891)
  - John Dall, amerykański aktor (ur. 1918)
  - John Lyons, amerykański hokeista (ur. 1900)
  - C.C. MacApp, amerykański pisarz science fiction (ur. 1913)
- 1973 – Iwan Pietrowski, rosyjski matematyk, wykładowca akademicki (ur. 1901)
- 1974:
  - Charles Rosher, brytyjski operator filmowy (ur. 1885)
  - Josef Serlin, izraelski prawnik, polityk (ur. 1906)
  - Nikołaj Skworcow, radziecki polityk (ur. 1899)
- 1975:
  - Bohdan Marconi, polski konserwator obrazów, wykładowca akademicki (ur. 1894)
  - Shōjirō Sugimura, japoński piłkarz (ur. 1905)
- 1977:
  - Hans Alsér, szwedzki tenisista stołowy, trener (ur. 1942)
  - Herbert Ihering, niemiecki krytyk teatralny, publicysta (ur. 1888)
  - Ignacy Kowalski, polski działacz komunistyczny, burmistrz Zamościa (ur. 1896)
  - Gustaf Mattsson, szwedzki lekkoatleta, długodystansowiec (ur. 1893)
  - Adam Ostrowski, polski prawnik, dyplomata (ur. 1911)
  - Riho Päts, estoński kompozytor, pedagog (ur. 1899)
- 1978 – Teofil Ociepka, polski malarz prymitywista, teozof (ur. 1891)
- 1979 – Olga Drahonowska-Małkowska, polska instruktorka harcerska (ur. 1888)
- 1980:
  - Leszek Herdegen, polski aktor, pisarz (ur. 1929)
  - Jerzy Musiałek, polski piłkarz (ur. 1942)
- 1981:
  - Doug Livingstone, szkocki piłkarz, trener (ur. 1898)
  - Franciszek Moskwa, polski kupiec, kolekcjoner, bibliofil (ur. 1901)
- 1982:
  - Michał Swoboda, polski filolog klasyczny, literaturoznawca-latynista, wykładowca akademicki (ur. 1910)
  - Feliks Widy-Wirski, polski lekarz, polityk, poseł na Sejm PRL, minister informacji i propagandy (ur. 1907)
- 1983:
  - Zdzisław Dąbrowski, polski koszykarz, trener i sędzia koszykarski (ur. 1910)
  - Meyer Lansky, amerykański gangster pochodzenia żydowskiego (ur. 1902)
  - Ernst Erich Noth, niemiecko-amerykański pisarz, literaturoznawca (ur. 1909)
  - Roman Usarewicz, polski malarz, pedagog (ur. 1902)
- 1984 – Roman Rożałowski, polski porucznik kawalerii (ur. 1913)
- 1985:
  - Đuka Agić, chorwacki piłkarz (ur. 1906)
  - Wanda Telakowska, polska artystka plastyk, poetka (ur. 1905)
- 1986:
  - Knut Brynildsen, norweski piłkarz (ur. 1917)
  - Włodzimierz Missol, polski duchowny luterański (ur. 1904)
- 1987:
  - Ray Bolger, amerykański autor, komik (ur. 1904)
  - Mark Mitin, radziecki filozof, publicysta, polityk pochodzenia żydowskiego (ur. 1901)
- 1988 – Seán MacBride, irlandzki polityk, laureat Pokojowej Nagrody Nobla (ur. 1904)
- 1990:
  - František Douda, czechosłowacki lekkoatleta, kulomiot (ur. 1908)
  - Gordon Jackson(inne języki), szkocki aktor (ur. 1923)
- 1992 – Fritz Kraatz, szwajcarski hokeista, działacz sportowy (ur. 1906)
- 1994:
  - György Cziffra, węgierski pianista, kompozytor pochodzenia romskiego (ur. 1921)
  - Gabriel-Marie Garrone, francuski kardynał (ur. 1901)
  - Harry Nilsson, amerykański piosenkarz, gitarzysta, pianista, kompozytor (ur. 1941)
  - Zofia Niwińska, polska aktorka, tancerka (ur. 1909)
- 1995:
  - Jonas Kalvanas, litewski biskup luterański (ur. 1914)
  - Josef Kemr, czeski aktor (ur. 1922)
  - Karem Mahmoud, egipski piosenkarz, aktor (ur. 1922)
  - Szczepan Włodarczak, polski rolnik, polityk, poseł na Sejm PRL (ur. 1916)
- 1996:
  - Les Baxter, amerykański kompozytor muzyki filmowej, pianista (ur. 1922)
  - Andrzej Krasicki, polski aktor, reżyser teatralny (ur. 1918)
  - Edward Makula, polski pilot szybowcowy i samolotowy (ur. 1930)
  - Moshoeshoe II, król Lesotho (ur. 1938)
  - Jerzy Niczyperowicz, polski inżynier budownictwa lądowego, związkowiec, polityk, poseł na Sejm PRL (ur. 1936)
- 1997 – Czesław Szpakowicz, polski reżyser i scenograf teatralny (ur. 1911)
- 1998:
  - Wiesław Adam Berger, polski pisarz (ur. 1926)
  - Junior Wells, amerykański muzyk i wokalista bluesowy (ur. 1934)
- 1999 – John Baker Saunders, amerykański gitarzysta basowy, kompozytor, członek zespołu Mad Season (ur. 1954)
- 2000 – Eugeniusz Szyr, polski polityk, wicepremier (ur. 1915)
- 2001 – Margit Nagy-Sándor, węgierska gimnastyczka sportowa (ur. 1921)
- 2002:
  - Jean Dockx, belgijski piłkarz, trener (ur. 1941)
  - Hieronim Przybył, polski reżyser filmowy (ur. 1929)
- 2003:
  - Robert Bart, francuski lekkoatleta, płotkarz (ur. 1930)
  - Jeannette Campbell, argentyńska pływaczka (ur. 1916)
  - Leszek Galewicz, polski reżyser filmów animowanych (ur. 1939)
  - Vivi-Anne Hultén, szwedzka łyżwiarka figurowa (ur. 1911)
- 2004:
  - Robert-Ambroise-Marie Carré, francuski dominikanin, kaznodzieja, pisarz (ur. 1908)
  - Antoni Czortek, polski bokser (ur. 1915)
- 2005:
  - Victoria de los Angeles, hiszpańska śpiewaczka operowa (sopran) (ur.1923)
  - Deem Bristow, amerykański aktor głosowy (ur. 1947)
  - Werner Lesser, niemiecki skoczek narciarski (ur. 1932)
- 2006: 
  - Dżabir as-Sabah, emir Kuwejtu (ur. 1926)
  - Marian Wysocki, polski ekonomista, piłkarz, działacz polityczny i sportowy (ur. 1926)
- 2007:
  - Awad Hamad al-Bandar, iracki prawnik, polityk (ur. 1945)
  - Barzan Ibrahim at-Tikriti, iracki polityk (ur. 1951)
  - Bo Yibo, chiński polityk, ekonomista (ur. 1908)
  - Wanda Dybalska, polska dziennikarka (ur. 1954)
  - Steve Logan, amerykański basista jazzowy (ur. 1958)
  - René Riffaud, francuski weteran wojenny (ur. 1898)
- 2008:
  - Fadil Paçrami, albański dramaturg, polityk (ur. 1922)
  - Brad Renfro, amerykański aktor (ur. 1982)
- 2009:
  - Ovini Bokini, fidżyjski polityk (ur. 1944)
  - Olivier Clément, francuski teolog prawosławny, pisarz (ur. 1921)
  - Claudio Milar, urugwajski piłkarz (ur. 1974)
  - Tapan Sinha, indyjski reżyser i scenarzysta filmowy (ur. 1924)
- 2010 – Marshall Nirenberg, amerykański biochemik, genetyk, laureat Nagrody Nobla (ur. 1927)
- 2011:
  - Janusz Brych, polski polityk, poseł na Sejm PRL (ur. 1929)
  - Kenneth Grant, brytyjski okultysta (ur. 1924)
  - Nat Lofthouse, angielski piłkarz (ur. 1925)
  - Susannah York, brytyjska aktorka (ur. 1939)
- 2012:
  - Edward Joseph Derwinski, amerykański polityk (ur. 1926)
  - Manuel Fraga Iribarne, hiszpański polityk (ur. 1922)
  - Bronisław Troński, polski prawnik, pisarz, dziennikarz (ur. 1921)
- 2013:
  - Chucho Castillo, meksykański bokser (ur. 1944)
  - Nagisa Ōshima, japoński reżyser filmowy (ur. 1932)
  - Jean-Bertrand Pontalis, francuski filozof, psychoanalityk, pisarz (ur. 1924)
  - John Thomas, amerykański lekkoatleta, skoczek wzwyż (ur. 1941)
- 2014:
  - José de Jesús Garcia Ayala, meksykański duchowny katolicki, biskup Campeche (ur. 1910)
  - Eugeniusz Haneman, polski operator filmowy (ur. 1917)
  - Roger Lloyd-Pack, brytyjski aktor (ur. 1944)
  - Giennadij Matwiejew, rosyjski piłkarz, trener (ur. 1937)
  - Krzysztof Przecławski, polski socjolog (ur. 1927)
  - Wiesław Wolwowicz, polski pułkownik (ur. 1922)
- 2015:
  - Mirosław Cybulko, polski chirurg, polityk, minister zdrowia i opieki społecznej (ur. 1932)
  - Ervin Drake, amerykański autor tekstów piosenek (ur. 1919)
  - Kim Fowley, amerykański piosenkarz (ur. 1939)
  - Chikao Ōtsuka, japoński aktor (ur. 1929)
  - Joseph Zuza, malawijski duchowny katolicki, biskup Mzuzu (ur. 1955)
- 2016:
  - Eugeniusz Bernadzki, polski profesor nauk leśnych (ur. 1930)
  - Daniel Bohan, kanadyjski duchowny katolicki, arcybiskup Reginy (ur. 1941)
  - Dan Haggerty, amerykański aktor, producent filmowy i telewizyjny (ur. 1941)
  - Andrzej Kotkowski, polski aktor, reżyser i scenarzysta filmowy (ur. 1940)
  - Grzegorz Strouhal, polski strzelec sportowy, trener (ur. 1942)
  - Manuel Velázquez, hiszpański piłkarz (ur. 1943)
- 2017:
  - Roman Darowski, polski duchowny katolicki, jezuita, filozof (ur. 1935)
  - Aleksandr Jeżewski, radziecki polityk (ur. 1915)
  - Alicja Klemińska, polska pływaczka (ur. 1938)
  - Mieczysław Maliński, polski duchowny katolicki, kaznodzieja, pisarz, publicysta (ur. 1923)
  - Jimmy Reiher Sr., fidżyjski wrestler, aktor (ur. 1943)
  - Anna Rzeszut, polska działaczka kulturalna, propagatorka kultury ludowej (ur. 1937)
  - Jan Szczepański, polski bokser (ur. 1939)
- 2018:
  - Wiktor Anpiłow, rosyjski polityk, dziennikarz, działacz związkowy (ur. 1945)
  - Bogusław Cygan, polski piłkarz, trener (ur. 1964)
  - Kinga Kęsik, polska policjantka, zawodniczka fitness (ur. 1985)
  - Wanda Krukowska, polska działaczka społeczna (ur. 1943)
  - Karl-Heinz Kunde, niemiecki kolarz szosowy (ur. 1938)
  - MBrother, polski didżej, producent muzyki klubowej (ur. 1981)
  - Dolores O’Riordan, irlandzka wokalistka, członkini zespołu The Cranberries (ur. 1971)
  - Rody Rijnders, holenderski wioślarz (ur. 1941)
  - Tadeusz Wołoszyn, polski duchowny katolicki, jezuita, teolog (ur. 1931)
- 2019:
  - Henryk Błażejczyk, polski aktor (ur. 1937)
  - Carol Channing, amerykańska aktorka (ur. 1921)
  - Miodrag Radovanović, serbski aktor (ur. 1929)
- 2020:
  - Pam Cornelissen, holenderski inżynier, polityk, eurodeputowany (ur. 1934)
  - Mieczysław Gulda, polski socjolog (ur. 1936)
  - Christopher Tolkien, brytyjski pisarz, edytor, oficer RAF (ur. 1924)
- 2021:
  - Gildardo García, kolumbijski szachista (ur. 1954)
  - Janusz Kopczyński, polski oboista, pedagog (ur. 1953)
- 2022:
  - Rink Babka, amerykański lekkoatleta, dyskobol (ur. 1936)
  - Nino Cerruti, włoski projektant mody (ur. 1930)
  - Anna Hofmokl-Radomska, polska stomatolog, siatkarka, lekkoatletka, wieloboistka (ur. 1930)
- 2023:
  - Jane Cederqvist, szwedzka pływaczka (ur. 1945)
  - Marek Gaszyński, polski dziennikarz muzyczny, autor tekstów piosenek (ur. 1939)
  - Piet van Heusden, holenderski kolarz torowy (ur. 1929)
  - Wachtang Kikabidze, gruziński piosenkarz, aktor, scenarzysta, pisarz (ur. 1938)
  - Karol Mórawski, polski historyk, varsavianista, muzealnik, hungarysta (ur. 1935)
  - Mursal Nabizada, afgańska prawnik, polityk (ur. 1993)
  - Rusłan Otwerczenko, ukraiński koszykarz (ur. 1990)
- 2024:
  - Jorge Griffa, argentyński piłkarz, trener (ur. 1935)
  - Dror Kasztan, izraelski piłkarz, trener (ur. 1944)
  - Roman Korban, polski lekkoatleta, średniodystansowiec, trener (ur. 1927)
  - Uno Palu, estoński lekkoatleta, wieloboista (ur. 1933)
  - Shih Ming-teh, tajwański dysydent, polityk (ur. 1941)
  - Ronnie Shikapwasha, zambijski wojskowy, polityk, minister spraw wewnętrznych, minister spraw zagranicznych (ur. 1947)
- 2025:
  - Stephanie Aeffner, niemiecka polityk (ur. 1976)
  - David Lynch, amerykański reżyser, producent i scenarzysta filmowy (ur. 1946)
  - Rosny Smarth, haitański agronom, wykładowca akademicki, polityk, premier Haiti (ur. 1940)
  - Jeannot Szwarc, francuski reżyser filmowy i telewizyjny (ur. 1939)
  - Gus Williams, amerykański koszykarz (ur. 1953)